# Mary Rose
Mary Rose var en karack som tillhörde den engelska flottan under Henrik VIII under första hälften av 1500-talet. Efter 33 års tjänst mot franska, bretagniska och skotska styrkor deltog skeppet i sitt sista slag den 19 juli 1545. I täten för ett anfall mot franska galärfartyg sjönk Mary Rose i Solentsundet mellan Isle of Wight och det engelska fastlandet, inom synhåll för Southsea Castle, den fästning utanför Portsmouth där Henrik VIII själv befann sig. Mary Rose återupptäcktes 1971 och bärgades i oktober 1982 i ett av de kostsammaste och mest komplicerade marinarkeologiska projekten någonsin. Trots att skeppet till stor del brutits ned av erosion och biologiska angrepp har de kvarvarande delarna ett ovärderligt historiskt värde som en tidskapsel från det tidiga 1500-talets England.
Utgrävningen och bärgningen av Mary Rose har blivit en milstolpe inom det marinarkeologiska fältet som har sin motsvarighet endast i bärgningen av det svenska 1600-talsskeppet Vasa 1957–1961. Bland de bärgade fynden fanns bland annat vapen, skeppsutrustning och ett stort antal föremål som besättningen använde såväl ombord som till vardags. Många av föremålen är unika och har försett forskare med ovärderliga insikter i allt från sjökrigföring till musikhistoria. Den bevarade delen av skeppet undergår för närvarande[när?] konservering i Portsmouth tillsammans med en stor samling välbevarade föremål. En stor del av dessa föremål visas i det närbelägna Mary Rose Museum.
Mary Rose var under fyra årtionden av sporadiskt krig ett av de största örlogsfartygen i den engelska flottan. Samtidigt var hon ett av de tidigaste exemplen på ett specialbyggt segelfartyg som enbart användes i krig, men aldrig som handelsfartyg. Hon var beväpnad med tunga kanoner som kunde riktas genom kanonportar, en relativt ny uppfinning. Teoretiskt var hon även ett av de första fartygen som kunde avfyra bredsidor, även om linjetaktiken, den taktik som utnyttjade denna möjlighet i strid, ännu inte var uppfunnen. Det finns ett flertal förklaringar till att skeppet sjönk, dessa grundar sig på historiska källor, historiska kunskaper om 1500-talets skeppsbygge och även praktiska experiment. Den exakta orsaken till förlisningen är dock än idag oklar på grund av motstridiga vittnesmål och brist på avgörande fysiska bevis.

## Historisk bakgrund

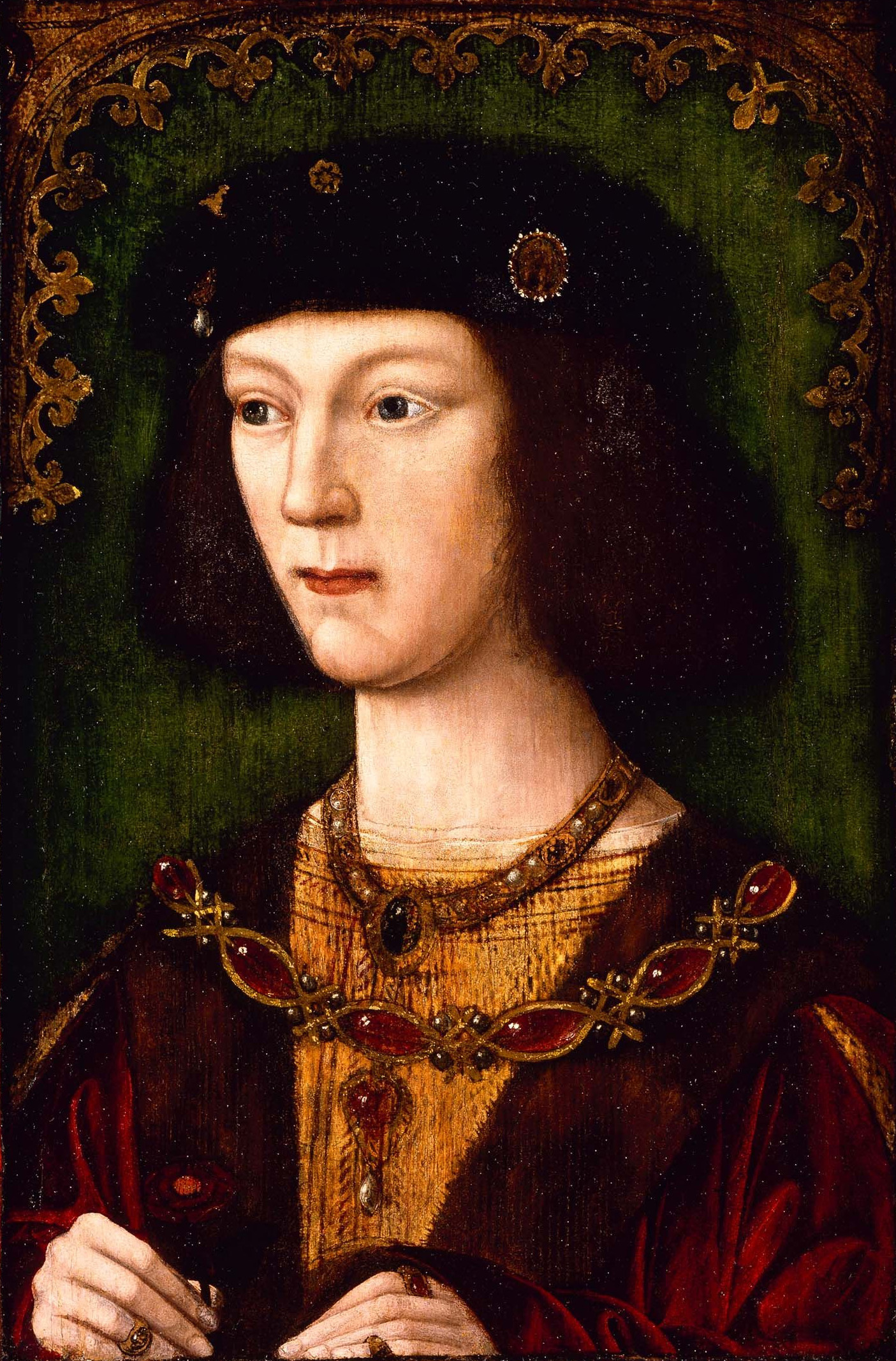
Porträtt av Henrik VIII från 1509, året då han blev kung.

Vid slutet av 1400-talet var England ett relativt litet kungadöme i den europeiska periferin. De stora militära segrarna mot de franska kungarna i hundraårskriget låg i det förflutna; endast den mindre enklaven vid Calais återstod som en påminnelse om de engelska kungarnas franska besittningar. Rosornas krig, ett utdraget inbördeskrig mellan släkterna York och Lancaster var nyligen avslutat och den segrande Henrik VII hade etablerat huset Tudor, den nya engelska kungadynastin. Henrik V:s omfattande upprustning av den engelska flottan hade dock inte tagits upp av någon av hans efterföljare och mellan 1422 och 1509 byggdes endast sex krigsskepp av den engelska kronan. Flottor som tillhörde enskilda adelsmän eller andra grupperingar var ofta större, mer välutrustade och effektivare än de som tillhörde den kungliga centralmakten. Den allians som slöts mellan Bretagne och Frankrike genom giftermålet mellan Karl VIII och Anna av Bretagne 1491 ställde också England inför en strategiskt svår situation på landets södra flank, som hotade ett flertal viktiga handelsrutter. Trots detta lyckades Henrik under sin regeringstid upprätthålla en lång fred samt en liten, men slagkraftig kunglig flotta.
De europeiska stormakterna i början av den tidigmoderna perioden var Frankrike, Tysk-romerska riket och Spanien. Samtliga tre hade gått i krig som allierade i ligan i Cambrai 1508. Till en början hade den gemensamma fienden varit republiken Venedig, men 1511 vände man sig mot Frankrike som den heliga ligan. England hade nära ekonomiska band till Spanien genom Spanska Nederländerna och den unge Henrik ville åstadkomma lika storslagna militära framgångar som hans medeltida föregångare lyckats med vid Agincourt och Crecy under hundraårskriget mot Frankrike. 1509, sex veckor efter sitt trontillträde, gifte sig Henrik med den spanska prinsessan Katarina av Aragonien och gick med i ligan i avsikt att utkräva sina historiska anspråk som kung av Frankrike såväl som England. 1511 var Henrik i samma allians som sin svärfar Ferdinand II av Aragonien, påve Julius II och den tysk-romerske kejsaren Maximilian I.
Den mindre flotta som Henrik ärvde från sin far bestod av endast två större skepp, karackerna Regent och Sovereign (båda namnen med betydelsen "Regenten"). Bara några månader efter Henriks trontillträde beställdes de två stora krigsskeppen Mary Rose och Peter Pomegranate ("Peter Granatäpple", även känt som Peter) på runt 500 respektive 450 ton. Vilken av kungarna som faktiskt beställde skeppen är inte klarlagt; byggnationen började under Henrik VIII:s regeringstid, men en upprustning av flottan kan ha planerats redan innan. Det var dock Henrik VIII som såg till att skeppen byggdes och det var också han som beordrade att ett antal större skepp skulle byggas, bland annat det stora Henry Grace à Dieu ("Henrik av guds nåde") på över 1000 ton, som i folkmun fick namnet Great Harry ("Store Harry"). Fram mot 1520-talet hade Henrik lagt grunden för den permanenta kungliga flotta, ofta kallad Navy Royal, som den moderna brittiska flottan Royal Navy härstammar från.

## Byggnation

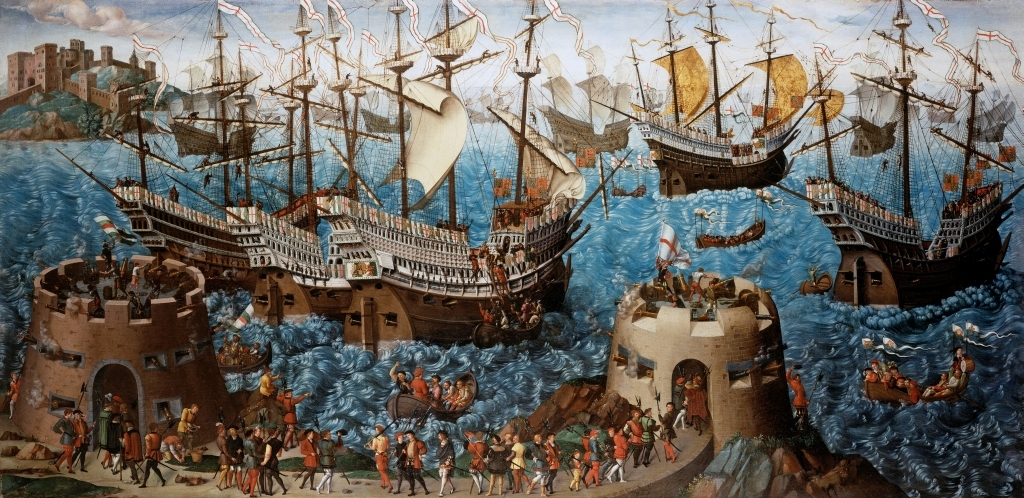
The Embarkation of Henry VIII at Dover. En målning från 1540 till minnet av Henriks resa till Camp du Drap d'Or 1520. Fartygen i målningen är utrustade med dekorativa träpaneler som var lika de som användes på Mary Rose, även om de aldrig användes i krig.

Bygget av  Mary Rose påbörjades 1510 i Portsmouth och hon sjösattes i juli 1511. Skeppet bogserades sedan till London och utrustades där med däck, rigg och beväpning. Mary Rose utrustades då också med flaggor, vimplar och bulsaner (kraftigt förlängda vimplar som vajade överst på masterna) som var målade eller broderade i bjärta färger.
Att bygga ett fartyg av Mary Rose storlek var ett omfattande projekt, som krävde stora mängder material av hög kvalitet. Framför allt krävdes stora mängder ekvirke. Den totala mängden timmer som krävdes kan endast uppskattas eftersom bara ungefär en tredjedel av skeppet återstår. En uppskattning är att det krävdes ungefär 600 stora ekar, vilket motsvarar cirka 16 hektar skog. De enorma träd som tidigare hade varit vanliga i Europa och på Brittiska öarna var i början av 1500-talet mer sällsynta. Timret behövde därför hämtas från större områden i södra England. De största trädetaljerna i skeppet var av ungefär samma storlek som de som användes i taken på de största högmedeltida katedralerna. En obearbetad planka som utgjorde de yttre skalet på skrovet skulle ha vägt närmare 300 kilogram och däcksbalkarna under batteridäcket närmare 750 kilogram.
Den vanligaste förklaringen till skeppets namn har varit att det var uppkallat efter Henrik VIII:s syster, Maria (Mary) Tudor, och rosen som utgjorde Tudordynastins emblem. Enligt historikerna David Childs, David Loades och Peter Marsden saknas dock bevis för detta. Det normala vid den tiden var att fartyg fick fromma kristna namn, en västeuropeisk tradition med långa anor, eller att man associerade dem till regenten; Grace Dieu, ("Guds nåd") och Holighost ("Helige Ande") hade varit vanliga skeppsnamn sedan 1400-talet och fartygen i den tidiga Tudorflottan hade namn som Regent ("Regenten") och Three Ostrich Feathers ("De tre strutsfjädrarna" – åsyftande kronprinsens emblem). Jungfru Maria har föreslagits som en troligare namne, och hon var också förknippad med rosen som mysticistisk symbol. Namnet på systerskeppet Peter Pomegranate stöder denna hypotes, eftersom hon troligen uppkallats efter Petrus, den kristna kyrkans främste apostel och den förste påven, samt granatäpplet, som ingick i drottning Katarinas personliga emblem. Enligt Childs, Loades och Marsden uppkallades de två fartygen, som byggdes samtidigt, därför troligen efter det regerande kungaparet.

## Konstruktion

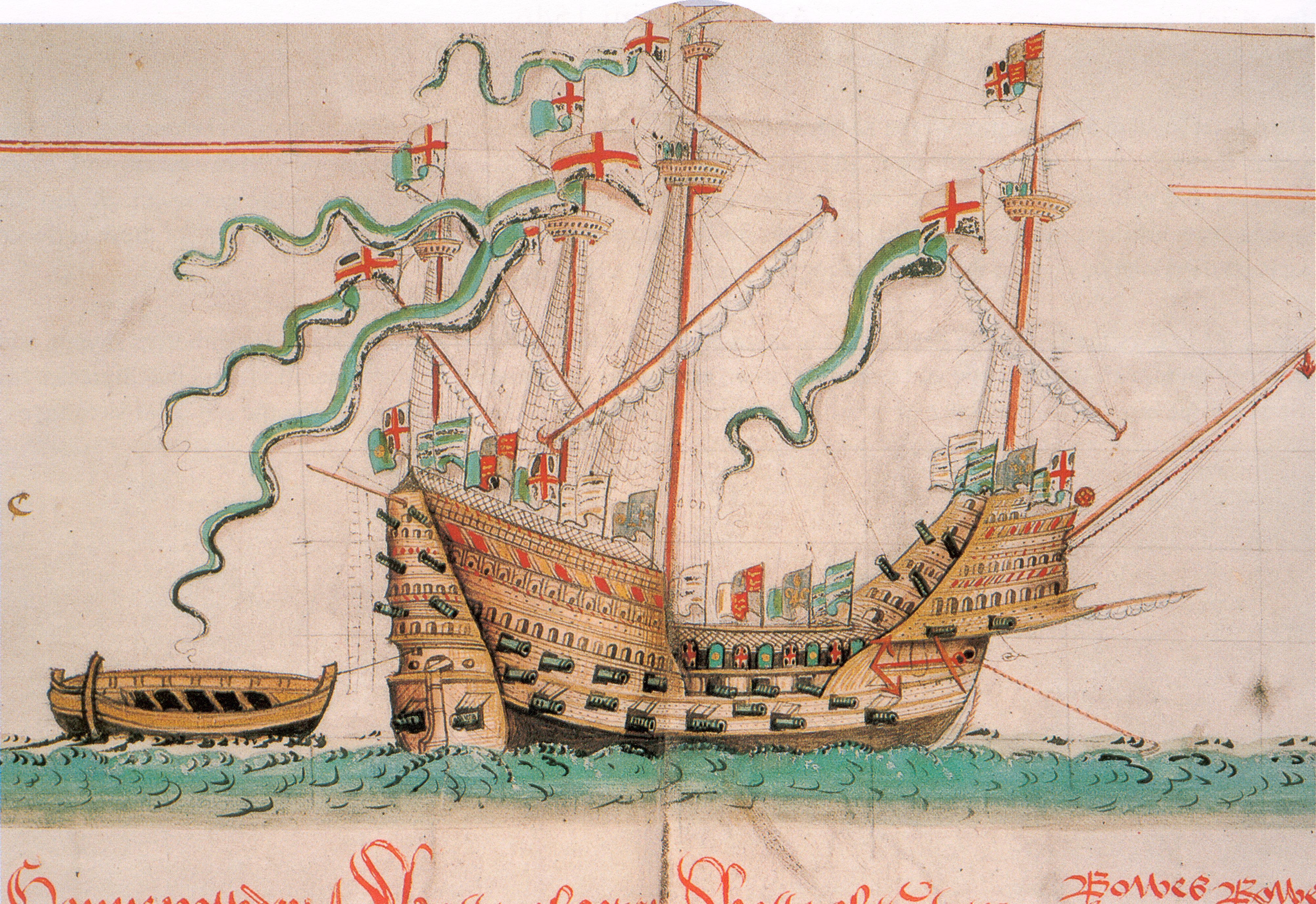
Mary Rose avbildad i Anthonyrullen som visar den typiska profilen för en karack med höga "kastell" i för och akter. Antalet kanoner är inte helt korrekt men illustrationen ger ändå förhållandevis rättvisande bild av hur skeppet såg ut.

Mary Rose var byggd som en karack med höga för- och akterkastell med ett öppet mellandäck i mitten. Ovanför vattenlinjen smalnade skrovet inåt för att kompensera för kanonernas vikt på de övre däcken och gjorde det svårare att borda skeppet i strid. Eftersom skrovet inte bevarats i sin helhet har det varit svårt att bestämma många av skeppets grundläggande mått med någon större säkerhet. Skeppet var cirka tolv meter brett vid dess vidaste punkt och kölen är 32 meter, men skeppets totala längd från för till akter är mer osäker.
Själva skrovet hade fyra nivåer som avdelades av tre däck. Terminologin för skeppsdäck var på 1500-talet ännu inte standardiserad, så de termer som används här är översättningar av de som använts av Mary Rose Trust i sina publikationer. Längst ner i hålskeppet, det vill säga utrymmet ovanför kölen,  låg köket, eller kabyssen, där maten tillagades. Precis akter om kabyssen fanns sockeln för stormasten, en försänkning i mitten av kölsvinet precis ovanför kölen, och bredvid länspumpens sump, håligheten där det vatten som i någon mån alltid läckte in i dåtidens träskepp samlades (slagvattnet). För att göra skeppet stabilare förvarades barlasten mellan spanten i hålskeppet, och här förvarades också en del förnödenheter. Även det lägst belägna däcket ovanför hålskeppet, trossdäcket, användes som förvaringsutrymme för allt från mat och dryck till reservsegel och ammunition.

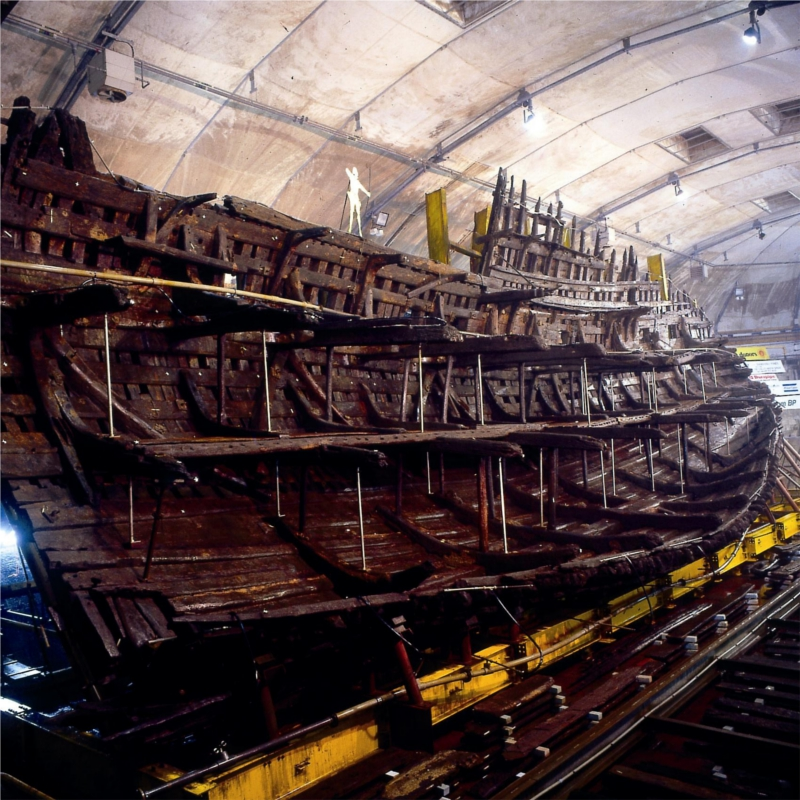
Det som återstår av Mary Roses skrov. Man kan tydligt se samtliga däck och även det lilla som återstår av det lägsta däcket i akterkastellet.

Ovanför trossdäcket låg batteridäcket som bar upp de tyngsta kanonerna. Skrovet vid batteridäck hade sju kanonportar på varje sida, alla med tunga luckor som var vattentäta när de stängdes. Batteridäcket var det översta däcket som var drevat, tätat med tjära och repat tågvirke, och alltså vattentätt. Längs batteridäckets sidor under för- och akterkastellet låg hytter som man tror har tillhört timmermannen, barberaren, lotsen och kanske även konstapeln (artillerichefen) och några av officerarna. Det översta däcket i skrovet var väderdäcket. Batteridäcket var avsett för strid, utan några kända avdelningar utöver hytterna, med en blandning av tunga och lätta vapen om vartannat. Det öppna mellandäcket var helt täckt av ett grovmaskigt nät som var avsett att försvåra bordning. Trots att väldigt lite av väderdäcket är bevarat anses det troligt att det var här, under akterkastellet, som större delen av besättningen åt och sov. En dräneringsränna akterut har identifierats som en piss-dale ("pissränna"), som fungerade som ett komplement till toaletterna som troligen fanns i den helt eroderade fören.
De båda kastellen hade ytterligare däck, men eftersom nästan ingenting av dem återstår har man varit tvungen att rekonstruera dem med hjälp av historiska källor. Samtida skepp av liknande storlek registrerades med tre däck i bägge kastellen. Även om det inte går att belägga med fysiska bevis så ger illustrationer i den samtida Anthonyrullen och dess inventarier av vapen stöd för denna tolkning.
Tidigt i utgrävningen av vraket trodde man att Mary Rose ursprungligen hade varit klinkbyggd, att bordläggningen bestod av överlappande brädor, eller bord, som bar upp det mesta av skeppets tyngd. Eftersom det är mycket svårt att kombinera klinkbygge med kanonportar utan att försvaga konstruktionen, antog man att skeppet byggts om till kravell, bordläggning där brädorna låg sida mot sida och där konstruktionen bars upp av invändiga bjälkar och vertikala spant. Senare undersökningar visade att det bara var delar av akterkastellet som hade en konstruktion med överlappande brädor, dock inte någon äkta klink.

### Segel och rigg

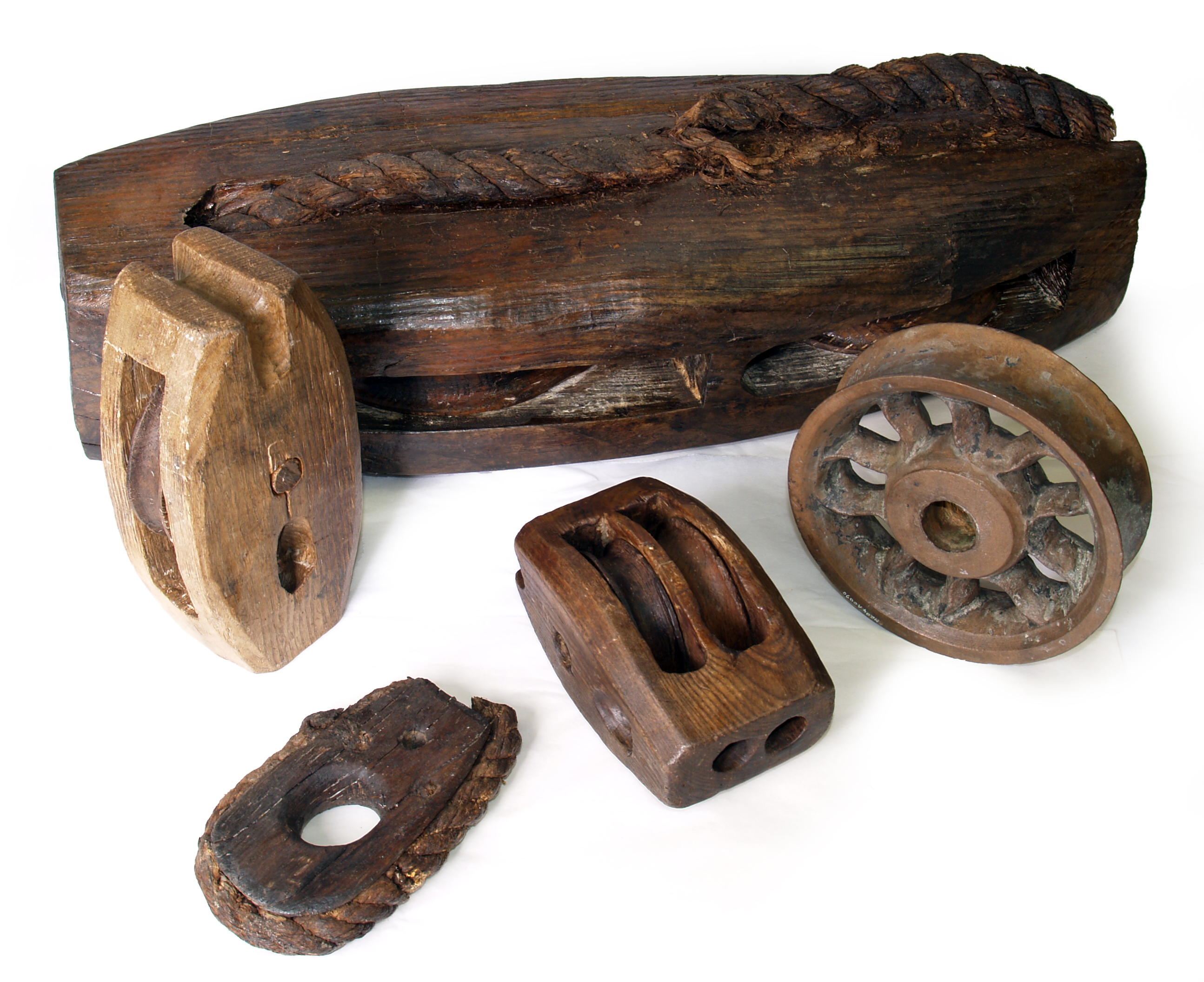
Ett urval av de många block som hittades ombord Mary Rose.

Av riggen på Mary Rose återstår så gott som enbart de lägre delarna av vanten, de vertikala repen som stabiliserar masterna i sidled, och man har istället förlitat sig på avbildningar i Anthonyrullen och en inventarielista från 1514 för att få en uppfattning om hur seglen var utformade. Mary Rose hade sammanlagt nio, kanske tio, segel fördelade på fyra master och ett bogspröt: (förmasten) och stormasten hade två respektive tre fyrkantiga råsegel; den första av de två mesanmasterna hade ett trekantigt latinsegel och ett råsegel och bakom denna fanns en så kallad "bonaventura" med ett latinsegel och möjligtvis också ett mindre råsegel; samt en blinda på bogsprötet. Enligt avbildningen i Anthonyrullen (se överst i artikeln) var ändarna på rårna, bommarna som de fyrkantiga råseglen var fästa vid, utrustade med dubbla, böjda knivar med skarp egg på insidan, så att de skulle skada ett fientligt fartygs rigg och segel vid närstrid.
Det finns omdömen om hur Mary Rose seglade från samtida kommentatorer. I mars 1513 tävlade hon tillsammans med nio andra skepp i the Downs väster om Kent. Hon vann tävlingen och amiral Edward Howard beskrev henne efteråt i entusiastiska ordalag som "det ädlaste segelskeppet i kristedomen i denna stund". När hon några år senare seglade mellan Dover och the Downs kommenterade viceamiral William Fitzwilliam att både Heny Grace à Dieu och Mary Rose seglade stadigt i hård sjö och att det var svårt att avgöra vilket av dem som var det bästa skeppet. Moderna experter har varit mer skeptiska till hennes egenskaper som segelfartyg och anser att hon, som andra samtida fartyg, var nästan helt oförmögen att kryssa mot vinden, och representanter för Mary Rose Trust har i vissa fall liknat Mary Rose seglingsegenskaper vid "en våt höstack".

### Bestyckning

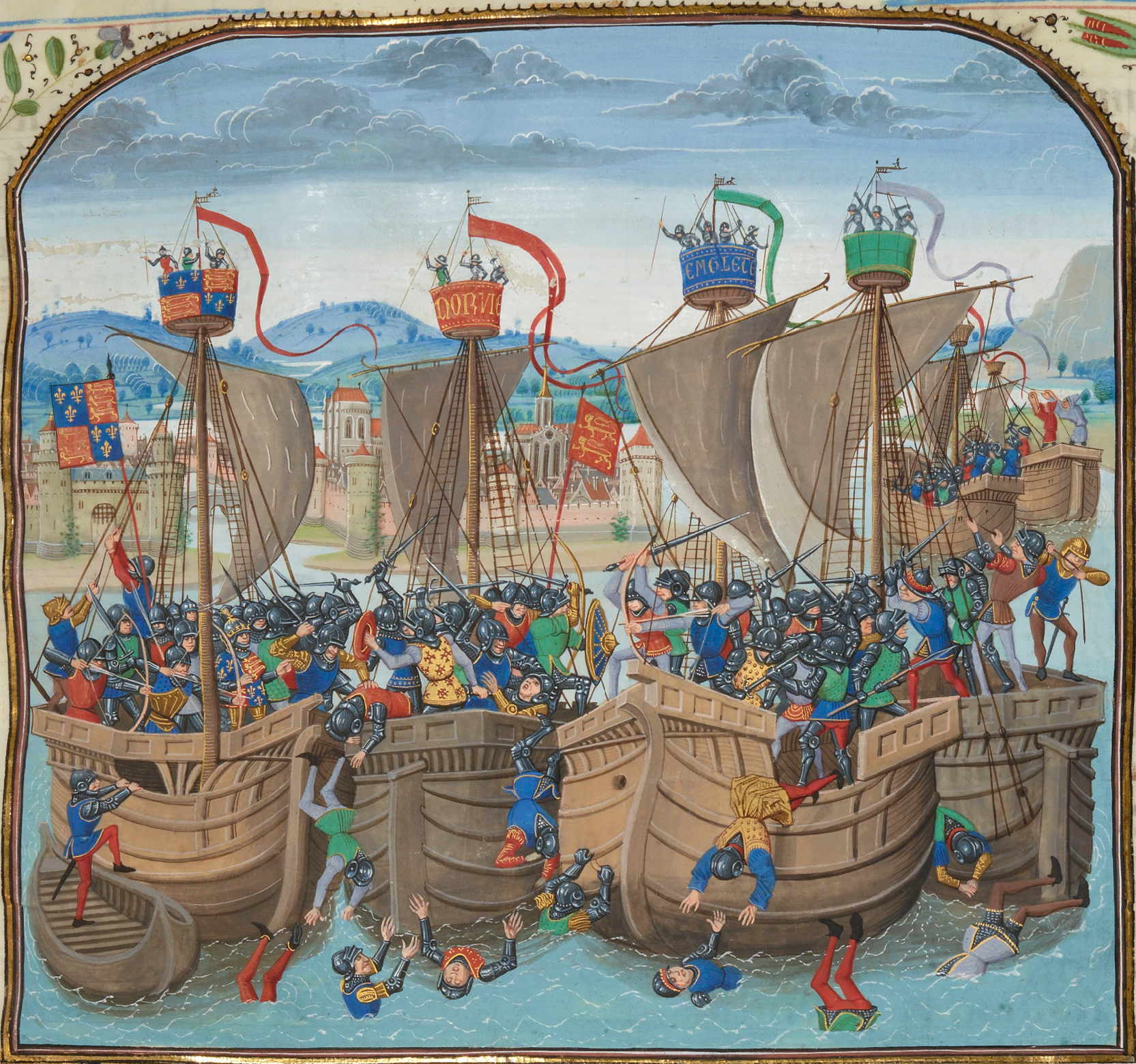
En illustration från 1470-talet ur en fransk upplaga av Froissartkrönikan som föreställer slaget vid Sluys 1340. Här syns tydligt att betoningen vid medeltida taktik till sjöss låg helt på närstrid.

Mary Rose är ett skepp som byggdes i en övergångsfas inom sjökrigstaktiken. Ända sedan de första örlogsflottorna under antiken hade man utkämpat krig till sjöss i stort sett som på land – med närstridsvapen och pilbågar, men på rörliga träplattformar istället för fast mark. införandet av eldvapen på skepp var en viktig utveckling, men det dröjde flera hundra år innan de på allvar började ändra taktiken till sjöss. Allt eftersom kanonerna blev mer hållbara och kunde ta kraftigare krutladdningar ökade möjligheterna att tillfoga fartyg såväl som manskap betydande skador. Kanonportar i bordläggningen är belagda 1501, ungefär ett årtionde innan Mary Rose byggdes. Till en början användes kanonportarna för tunga pjäser som placerades längst akterut, men snart spred sig kanonportarna även till sidorna; man hade därmed möjliggjort de första bredsidorna, samordnade salvor från samtliga kanoner längs ena sidan på ett fartyg. Till att börja med var dock kanonerna längs sidan inte riktade åt samma håll, varför de inte kunde användas för samtidig beskjutning av samma mål. De var alltså ännu avsedda att avfyras var för sig och inte i samordnade salvor. Taktiken under 1500-talet och långt in på 1600-talet var fortfarande inriktad på att lägga upp ett effektivt försvar mot de fruktade galärerna. Dessa var roddfartyg utrustade med tunga kanoner i fören som låg fasta – man riktade genom att vända hela fartyget mot sitt mål. Trots att de var mindre sjödugliga och sårbara för bordning från segelfartyg med betydligt högre fribord var galärerna ett allvarligt hot även mot de största segelfartygen eftersom de kunde rikta tunga pjäser som låg nära vattenlinjen med stor precision oavsett väderlek. Krut och svårigheterna att med större precision rikta tunga kanoner på ett skepp i rörelse bidrog också till att sjöstridstaktik under 1500-talet hade ett tydligt fokus på närstrid och bordning för att uppnå seger.

#### Kanoner

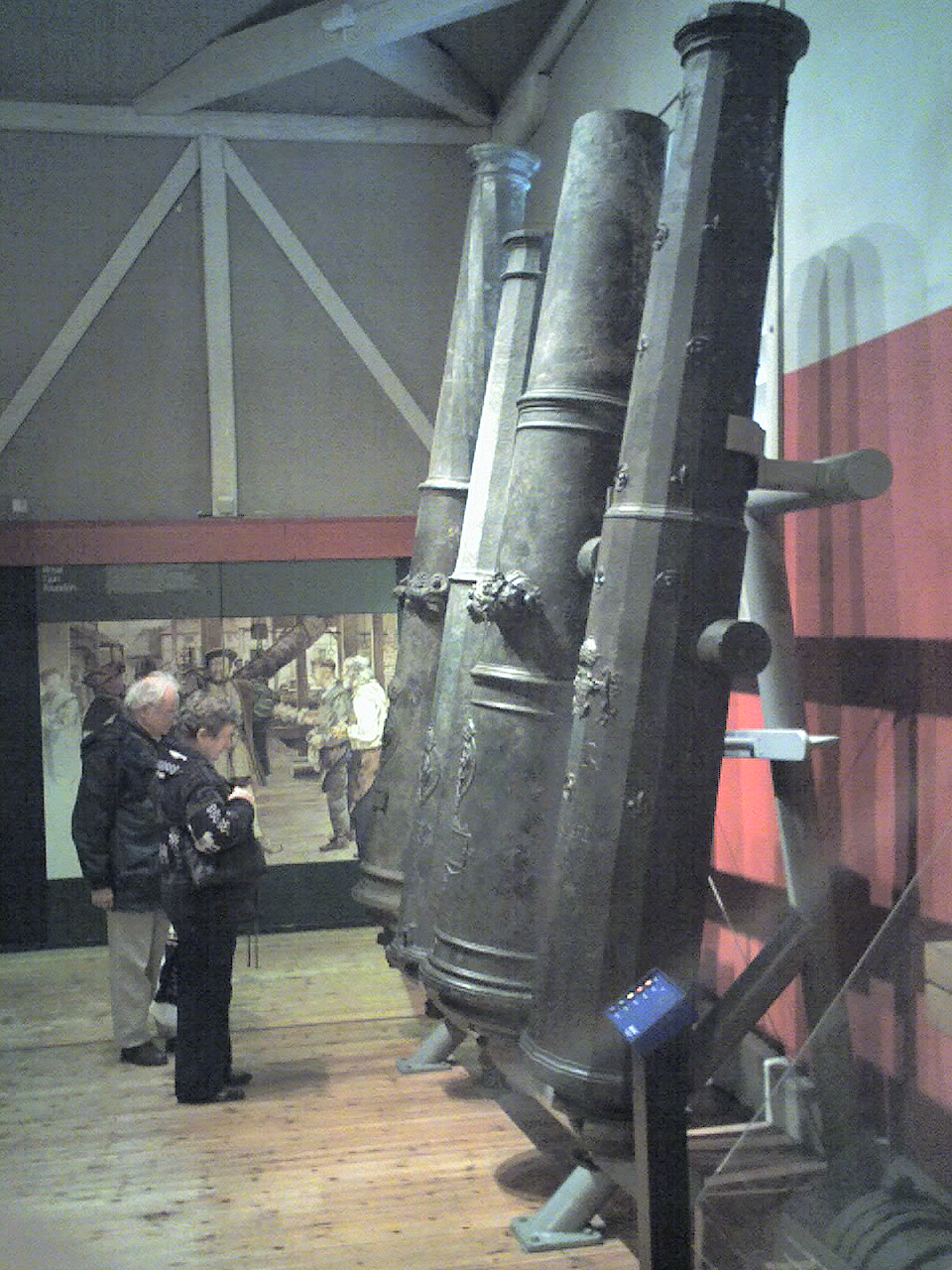
Två slangor (culverins) och två halvkartoger (demi-cannons) från Mary Rose utställda på Mary Rose Museum.

Eftersom Mary Rose byggdes under en period av omvälvande förändringar inom det tunga artilleriet bestod hennes beväpning av en blandning av gamla och nya typer av kanoner. De tunga styckena var en blandning av äldre smidda järnkanoner och nyare gjutna bronskanoner, som varierade i storlek, räckvidd och utformning. Större järnkanoner tillverkades av stavar eller stänger som löddes ihop till en cylinder för att forma ett eldrör. Man förstärkte sedan cylindern genom att krympa järnringar runt den. De smidda järnkanonerna var bakladdade och satt monterade på lavetter som tillverkades av urholkade almstockar med endast ett hjulpar, och i vissa fall helt utan hjul som en sorts släde. Bronskanonerna var gjutna i ett stycke och satt på lavetter med två hjulpar av den typ som skulle användas i nästan oförändrad form ända in på 1800-talet. Bakladdarna av smitt järn var billigare att tillverka och lättare att ladda, men höll inte heller lika kraftiga krutladdningar som bronskanonerna, och kunde därför inte skjuta lika långt. Till bronskanonerna använde man i allmänhet kanonkulor av järn som var mer lämpade för att slå igenom skeppsskrov på längre avstånd. Järnkanonerna å andra sidan laddades med kulor av sten som splittrades när de träffade och kunde slå upp stora hål i fiendens skrov. Båda kanontyperna kunde också laddas med en mängd olika sorters ammunition som var till för att sarga riggen, skeppets lättare strukturer eller besättningen.
De olika typerna av ammunition hade särskilda syften: runda kanonkulor av sten eller järn användes mot skeppsskrov, stånglod och kedjelod kunde riva sönder segel och skada riggen och kartescher fyllda med vassa flintaflisor hade en förödande inverkan på oskyddat manskap. Moderna kopior av en bronskanon och ett "portstycke" (port piece) i järn har visat att de kunde skjuta igenom trä av samma tjocklek som Mary Roses bordläggning på ett avstånd på ca 90 meter. "Portstycket" visade sig vara särskilt väl lämpat för att slå upp stora hål i trä med stenkulor och orsakade också stor skada när det avfyrade skrot eller småsten på nära håll.
En stor andel av beväpningen på Mary Rose bestod av mindre järnkanoner som kunde riktas och avfyras för hand av en person. Den vanligaste typen var en base ("bas"), en sorts mickhake, monterad på en micka, ett gaffelformat stöd som kunde rotera i alla riktningar. Man antar de utgjorde bestyckningen i övre delarna av kastellen. Näst vanligast var skrotstycken (hailshot pieces), små mynningsladdare med rektangulära eldrör och en "fena" på undersidan som kunde användas för att lägga an vapnet mot relingen för att låta den ta rekylen. Två typer av mindre kanoner benämnda top pieces ("märsstycken") finns omnämnda I Anthonyrullen från 1546, men ingen av dem har påträffats. Troligen var de också mickhakar, men var avsedda att monteras i märskorgarna för att kunna skjuta ner på fiendens däck.

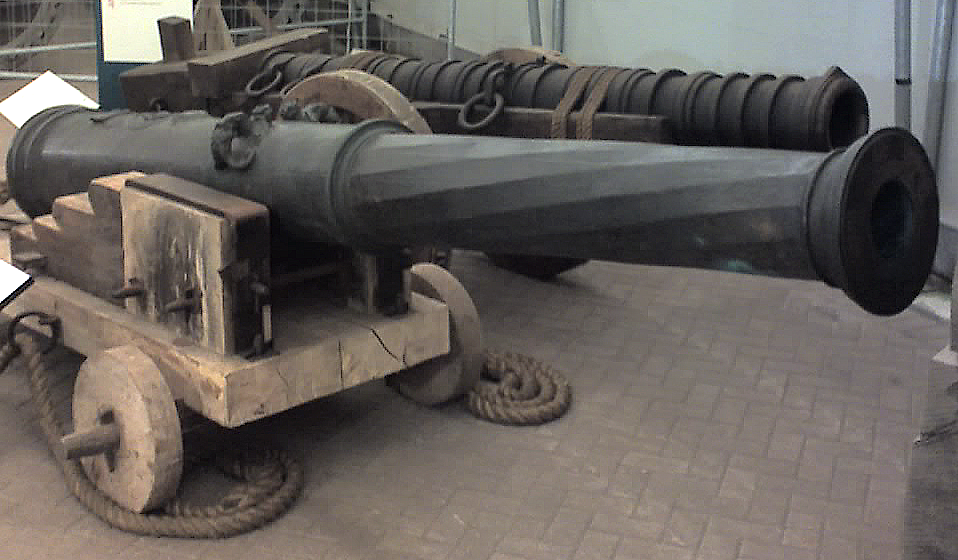
En slanga (culverin) av brons i förgrunden och en gjutjärnskanon i bakgrunden av samma typ som fanns ombord Mary Rose när hon sjönk. Utställning vid Fort Nelson i Portsmouth i England.

Mary Rose genomgick ett antal förändringar i bestyckning under sin levnadstid. Det finns tre bevarade nedteckningar av hennes kanoner från 1514, 1540 och 1546. I kombination med arkivmaterial från arsenalen i Towern visar källorna hur uppställningen av kanonerna förändrades i takt med att tekniken utvecklades och nya klassifikationer uppfanns. 1514 bestod bestyckningen mestadels av mindre pjäser. Endast en handfull ur den första uppsättningen var kraftiga nog att slå hål i ett skeppsskrov och de flesta kanonerna monterades på själva skeppskonstruktionen istället för på rörliga lavetter. 1540 hade beväpningen på Mary Rose, liksom i Towern, förändrats radikalt. Det fanns nu ett antal olika gjutna bronskanoner samt de tyngre "portstyckena" i smitt järn, och båda krävde rörliga lavetter, hade betydligt längre räckvidd och kunde åsamka andra skepp allvarliga skador. En analys av beväpningen 1514 i kombination med tecken på att skeppet byggdes om någon gång på 1530-talet tyder på att kanonportarna på batteridäcket inte var påtänkta när Mary Rose färdigställdes i början av 1510-talet.

#### Handvapen

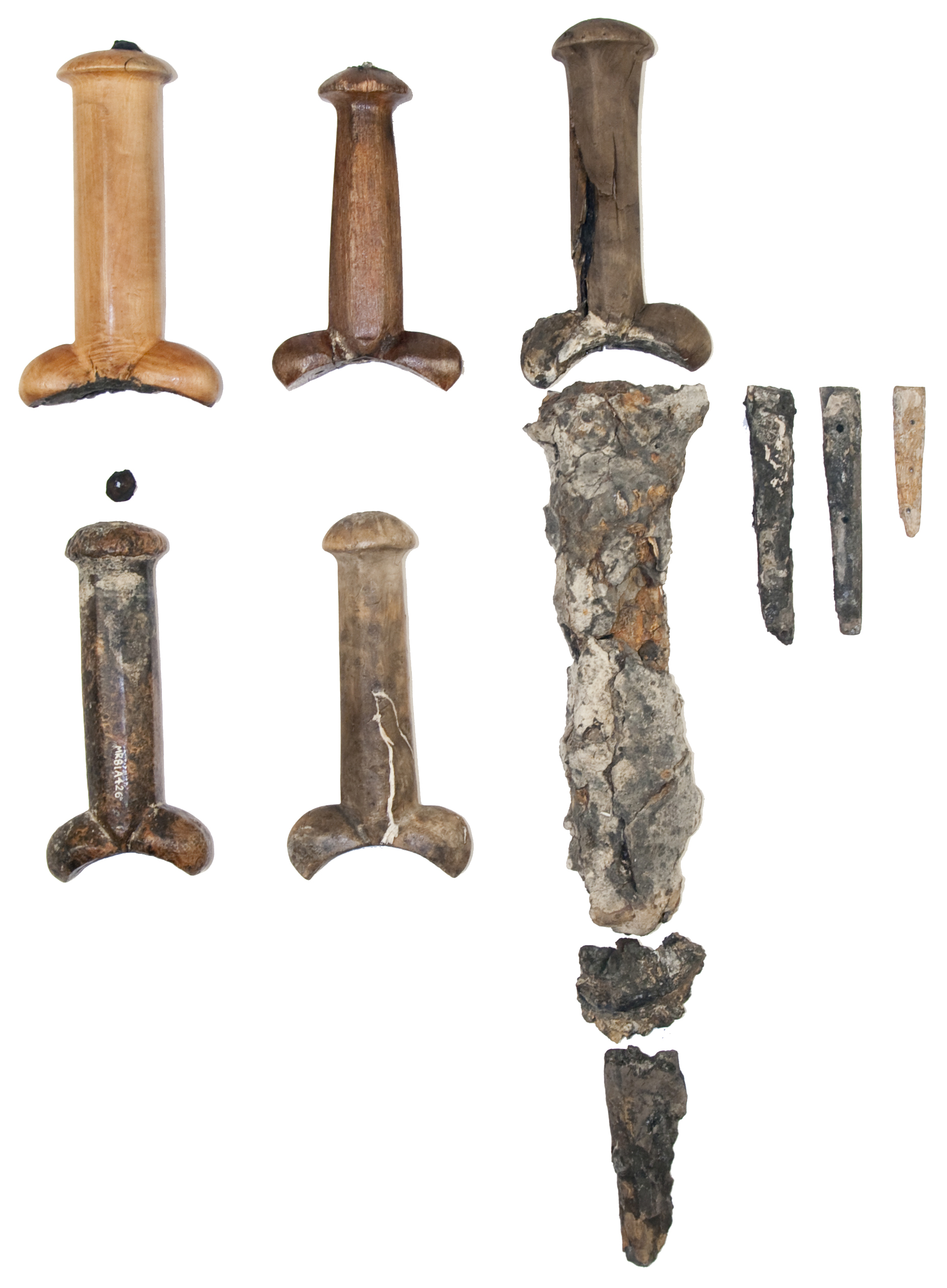
Några av de så kallade testikeldolkar (engelska: bollock daggers, av skaftets likhet med testiklar) som bars av manskap och officerare. Av de flesta återstår bara handtaget medan bladet rostat bort eller finns kvar endast där de reagerat med andra ämnen och bildat nya kemiska föreningar.

Som försvar mot bordning hade Mary Rose en stor uppsättning närstridsvapen bestående främst av pikar och hillebarder, åtminstone 150 av vardera sorten enligt Anthonyrullen, något som i stort bekräftats av utgrävningarna. Svärd och dolkar fanns inte med i de officiella förrådslistorna, men har hittats i stora mängder eftersom de var vanliga som personliga tillhörigheter.
Totalt fanns även 250 långbågar (varav 172 har återfunnits) och 4000 pilar samt armskydd och andra föremål som användes av bågskyttar. I Tudortidens England var träning med långbåge fortfarande obligatoriskt för alla vuxna män, och trots att fältartilleri och handeldvapen redan var vanliga på slagfälten, användes långbågar fortfarande i stor utsträckning. På Mary Rose kunde bågskyttarna endast skjuta från ställningar bakom de avtagbara träpanelerna på mellandäcket, eller från de övre däcken i kastellen. Att man, som tidigare antaget, skulle ha gett kanonbesättningarna understöd genom att sikta genom kanonportarna är uteslutet eftersom takhöjden under däck var för låg för att kunna spänna bågen. Det fanns bågar i olika storlekar för olika syften. Lättare bågar var lämpligare för precisionsskytte medan de tyngre kunde användas för att skjuta eldpilar.
Inventarielistorna från 1514 och 1546 innehöll också förteckningar över flera hundra stora pilar och krukor med osläckt kalk som skulle ha kastats från märskorgarna ned på fiendens däck, men inga spår av dessa har återfunnits. Av de 50 handeldvapen som nämns i Anthonyrullen har man återfunnits trästockar från fem luntlåsmusköter och fragment av ytterligare elva. De var tillverkade främst i Italien, och en del i Tyskland. I förråden fann man också ett antal exemplar av en ovanlig typ av vapen som bestod av en träsköld med ett mindre eldvapen monterat i mitten, på engelska kallat gunshield (ungefär "pistolsköld").

### Besättning
| Tidpunkt      | soldater | sjömän | kanonbesättningar | övriga | summa |
| ------------- | -------- | ------ | ----------------- | ------ | ----- |
| Sommaren 1512 | 411      | 206    | 120               | 22     | 729   |
| Oktober 1512  | ?        | 120    | 20                | 20     | 160   |
| 1513          | ?        | 200    | ?                 | ?      | 200?  |
| 1513          | ?        | 102    | 6                 | ?      | 108?  |
| 1522?         | 126      | 244    | 30                | 2      | 400   |
| 1524          | 185      | 200    | 20                | ?      | 405?  |
| 1545/46       | 185      | 200    | 30                | ?      | 415?  |

Under skeppets 33-åriga karriär såg bemanningen på Mary Rose mycket olika ut. Besättningen kunde vara flera hundra i krig medan den kunde minskas till en minimibesättning på sjutton man eller färre i fredstid och när skeppet låg i reserv. I genomsnitt var antalet besättningsmän runt 185 soldater, 200 sjömän, 20–30 artillerister plus ett mindre antal specialister som barberare, trumpetare och amiralsstaben, totalt runt 400–450 man. När skeppet deltog i landsättningar eller räder, som på sommaren 1512, kunde antalet soldater öka till något över 400 med totalt över 700 man ombord. Redan med den vanliga besättningen på cirka 400 var skeppet överbefolkat, och med ytterligare soldater skulle trängseln ha varit högst påtaglig.

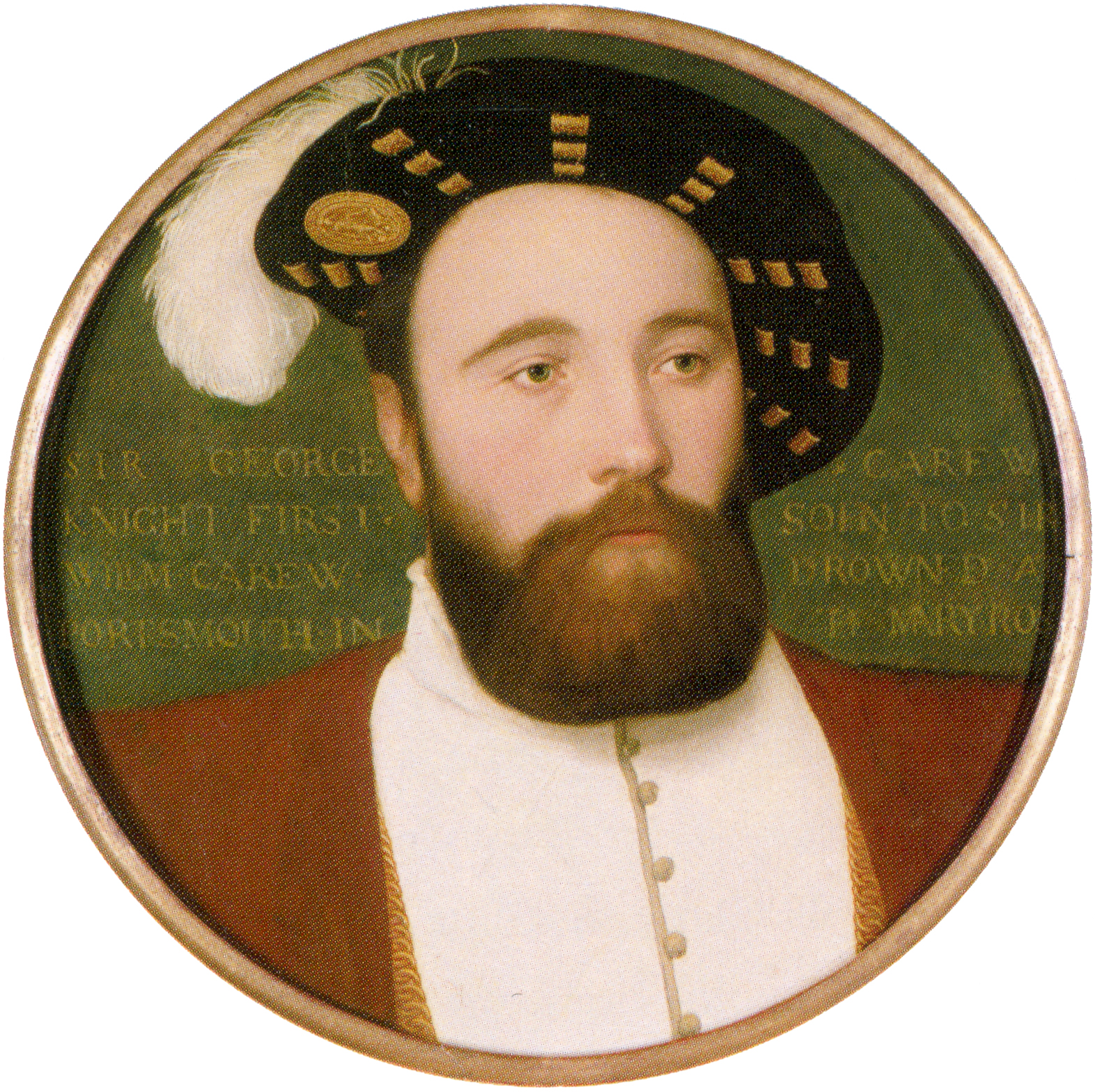
Viceamiral George Carew, som omkom på Mary Rose när hon sjönk; samtida oljemålning av Hans Holbein den yngre.

Väldigt lite är känt om identiteten på de män som tjänstgjorde på Mary Rose genom åren, även vad gäller officerarna, trots att de tillhörde aristokratin. Två amiraler och fyra kaptener som tidigare ingått i Mary Rose besättning (inklusive Edward och Thomas Howard som hade tjänstgjort i båda dessa kapaciteter) är kända från arkivmaterial och även namnet på några skeppare, purser, konstaplar och några andra specialister. Det stora flertalet, sjömän, soldater och artillerister, har förblivit okända. De enda direkta spår den sista besättningen lämnade efter sig var sina egna kvarlevor som man kunnat analysera med hjälp av osteologiska metoder. En uppskattning av besättningens sammansättning har dock kunnat göras med hjälp av samtida skriftliga källor. Mary Rose hade en kapten, en skeppare som ansvarade för däcksbesättningen, en purser som var ansvarig för löner och skeppets ekonomi, en högbåtsman som var kaptenens andreman, minst en timmerman, en lots som skötte navigeringen och en kock. Samtliga hade en eller flera medhjälpare. Ombord fanns också en barberare som tog hand om sjuka och skadade tillsammans med en lärling och eventuellt också en yngre barberare. Den enda person som dog i förlisningen som man identifierat med säkerhet är viceamiralen George Carew. McKee, Stirland och andra har också utsett Roger Grenville, far till Richard Grenville som tjänstgjorde på Revenge under Elisabet I:s styre, som kapten, men källornas tillförlitlighet på den punkten har ifrågasatts av Marsden.
Samtliga i besättningen var män, de flesta unga vuxna. Vissa var inte mer än 11–13 år gamla, och majoriteten (81%) var under 30. De var mestadels engelsmän, troligen från sydvästra England, och många hade följt sina husbönder in i flottans tjänst. Det fanns också ett antal personer som kom från kontinentala Europa. En av ögonvittnena som överlevde förlisningen var flamländare och lotsen var troligen fransman. Analys av syreisotoper i de omkomnas tänder har också visat att ett antal individer kom från Sydeuropa. Överlag var de starka och välnärda män, även om deras skelett bär tydliga spår av barnsjukdomar och ett hårt och slitsamt liv. Benen har också spår av läkta frakturer, troligen orsakade av olyckor ombord.
Det saknas skriftliga källor över vilka typer av soldater och sjömän som fanns ombord på Mary Rose, men de cirka 300 långbågarna och tusentals pilar tyder på att det fanns en ansenlig andel långbågsskyttar. Undersökningen av skeletten visade på att det fanns en oproportionerlig andel individer med os acromiale på skulderbladen. Man känner idag till denna åkomma från bågskyttar på elitnivå som orsakas av upprepad belastning av muskler i armarna och skuldrorna, i synnerhet i vänster arm eftersom en bågskytt spänner bågen mot den. Bland de som omkom är det högst sannolikt att det fanns ett flertal som hade övat med långbåge sedan barnsben och kunde ha varit ombord i egenskap av specialister.
En grupp på sex skelett återfanns i en grupp kring en två ton tung bronskanon på batteridäck mot fören. Alla utom en av dessa individer var starka och muskulösa män (den sista kan ha haft i uppgift att hämta ammunition och krut). De hade alla ägnat sig åt att dra och skjuta tunga föremål, något som man vet eftersom flera av deras ryggkotor hade växt samman genom ossifikation, benbildning. Den här gruppen har preliminärt beskrivits som en fullständig kanonbesättning som dog vid sin post.

## Militär historik

### Första franska kriget

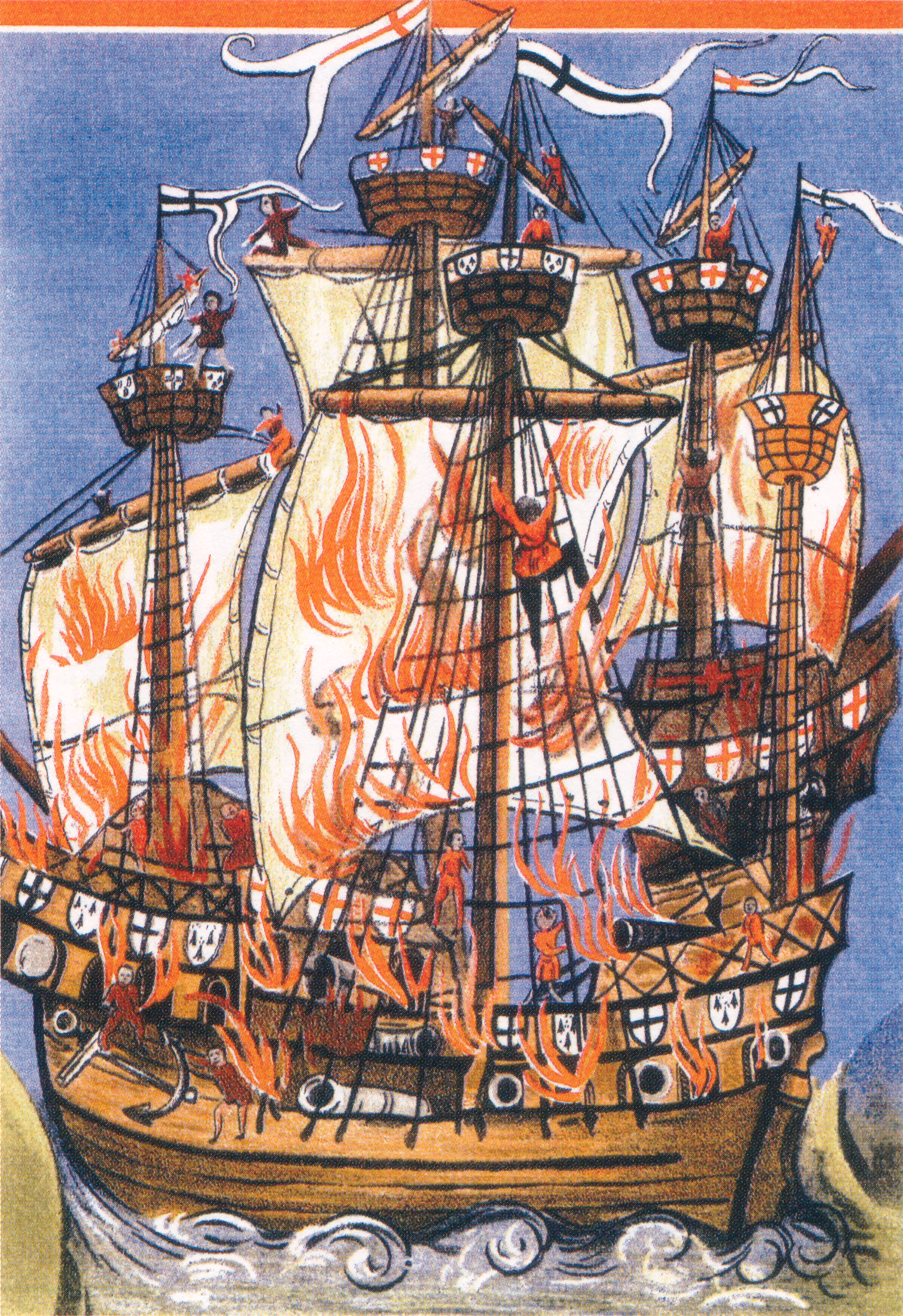
En samtida målning av Cordelière och Regent vid slaget vid Brest.

Mary Rose deltog i strid för första gången 1512. Spanien och England avsåg att genomföra gemensamma flottaktioner mot Frankrike. Engelska fartyg skulle ta sig an franska och bretagniska flottor i Engelska kanalen medan spanska styrkor anföll i Biscayabukten och följde upp med landanfall över gränsen mot Gascogne. Den då 35-årige Edward Howard blev utsedd till överamiral i april och utsåg Mary Rose till sitt flaggskepp. Hans första uppdrag var att avvärja hotet från den franska flottan mellan England och Spaniens nordkust så att spanska styrkor kunde landsättas vid gränsen mot Frankrike vid Fuentarabia. Hans flotta bestod av arton fartyg, bland dem de stora Regent och Peter Pomegranate, med mer än 5000 man. Howards räd ledde till att man tog tolv bretagniska fartyg och under fyra dagar utkämpade mindre landaktioner i Bretagne och brände ett stort antal byar.
Flottan återvände till Southampton i juni där den besöktes av kung Henrik. I augusti seglade flottan mot Brest där den påträffade en stor gemensam, men illa samordnad fransk-bretagnisk flottstyrka. Den engelska styrkan gick till anfall med ett av de stora skeppen i täten (enligt Marsden Mary Rose) och tvingade de franska fartygen på flykt med hård beskjutning. Det bretagniska flaggskeppet  Cordelière gjorde dock motstånd och bordades av det mer än tusen ton tunga Regent. Av en olyckshändelse eller genom den bretagniska besättningens ovilja att stryka flagg och ge upp sitt fartyg fattade krutförrådet på Cordelière eld och resulterade i en våldsam explosion. Regent blev allvarligt skadad, brann ner och sjönk. Runt 180 engelsmän räddade sig genom att kasta sig i havet och endast en handfull bretagnare överlevde bara för att tas till fånga. Kaptenen på Regent, 600 soldater och sjömän, den franska överamiralen och ståthållaren av staden Morlaix dog, vilket gjorde att händelsen blev omtalad i flera samtida historiebeskrivningar och krönikor. 11 augusti brände engelsmännen 27 franska skepp, tog ytterligare fem fartyg och följde upp genom att landsätta styrkor nära Brest för att utföra räder och ta fångar. Men råkade ut för stormar och tvingades att söka skydd först i Dartmouth i Cornwall och sen gå till Southampton för reparationer.
Våren 1513 utsåg Howard återigen Mary Rose till sitt flaggskepp för en flottexpedition mot Frankrike. På väg mot sitt mål deltog Mary Rose i en tävling mot andra skepp där hon utsågs till ett av de snabbaste och manöverdugligaste av de stora segelfartygen i den engelska flottan (för detaljer, se "Segel och rigg"). Den 11 april anlände Howards styrka till farvattnen utanför Brest samtidigt som en mindre fiendeflotta satte sig i säkerhet tillsammans med den franska huvudstyrkan i Brests välbefästa hamn. Fransmännen hade också blivit förstärkta av galärfartyg från Medelhavet. Dessa lyckades också sänka ett engelskt fartyg och tillfogade ett annat allvarliga skador. Howard landsatte styrkor i närheten av Brest för att komma åt de franska styrkorna landvägen, dock utan framgång, och vid det här laget började han få ont om proviant. I ett nästan desperat försök att tvinga fram en seger tog han 25 april befäl över en mindre styrka av små roddfartyg som han ledde i ett djärvt frontalanfall på de franska galärfartygen. Howard lyckades nå den franska amiralens, Prégent de Bidoux, skepp tillsammans med en liten grupp män. Den franska besättningen satte dock upp ett styvt försvar och lyckades skära av trossarna mellan de franska och engelska fartygen. Howard blev kvar på det franska skeppet, avskuren från sina mannar, och dödades omedelbart av galärbesättningen.

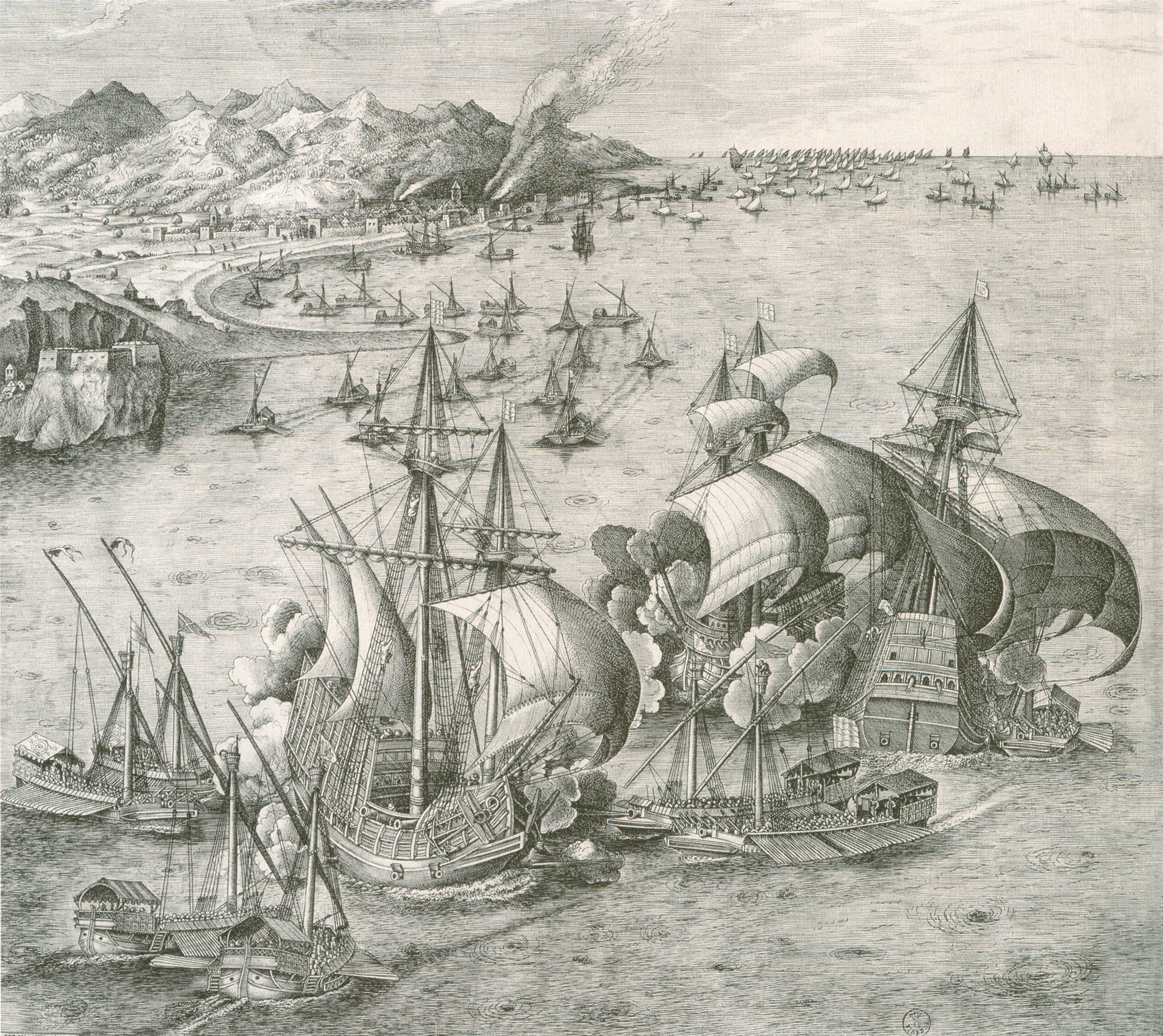
En gravyr från 1500-talet som föreställer karacker, med stora likheter med Mary Rose, som anfalls av lättmanövrerade galärer; av Frans Huys efter Pieter Bruegel den äldre, ca 1561.

Demoraliserade av förlusten av sin ledare och lidande av en akut brist på proviant återvände flottan till Plymouth. Thomas Howard, Edwards äldre bror, fick ta över posten som amiral och gick uppdraget att genomföra ett nytt anfall på Bretagne. Flottan kunde dock inte genomföra detta på grund av ofördelaktiga vindar och svårigheter i att få fram tillräckligt med förnödenheter till fartygen; flottan, tillsammans med Mary Rose, övervintrade därför i Southampton. I augusti gick Skottland ut i krig på den franska sidan, men led ett förkrossande nederlag vid slaget vid Flodden 9 september 1513. Ett uppföljande anfall i början av 1514 understöddes av en flotta där Mary Rose ingick, men utan några kända drabbningar. Franska och engelska räder avlöste varandra under sommaren 1514, men utan att man lyckades åstadkomma något, och båda sidor var vid det laget utmattade. Till hösten var kriget över och ett fredsfördrag slöts, förseglat med ett giftermål mellan Henriks syster, Mary Tudor, och den franske kungen Ludvig XII.
Efter freden placerades Mary Rose i reserv och lades upp för rutinunderhåll tillsammans med systerfartyget Peter Pomegranate i juli 1514. 1518 utfördes reparationer och drevning (vattentätning) och fartyget försågs med en minimibesättning som bodde på skeppet fram till 1522. Skeppet återtogs under en kort tid i aktiv tjänst i samband med Henrik VIII:s färd över Engelska kanalen till mötet med Frans I vid mötet som gått till historien under namnet "Field of the Cloth of Gold" i juni 1520.

### Andra franska kriget

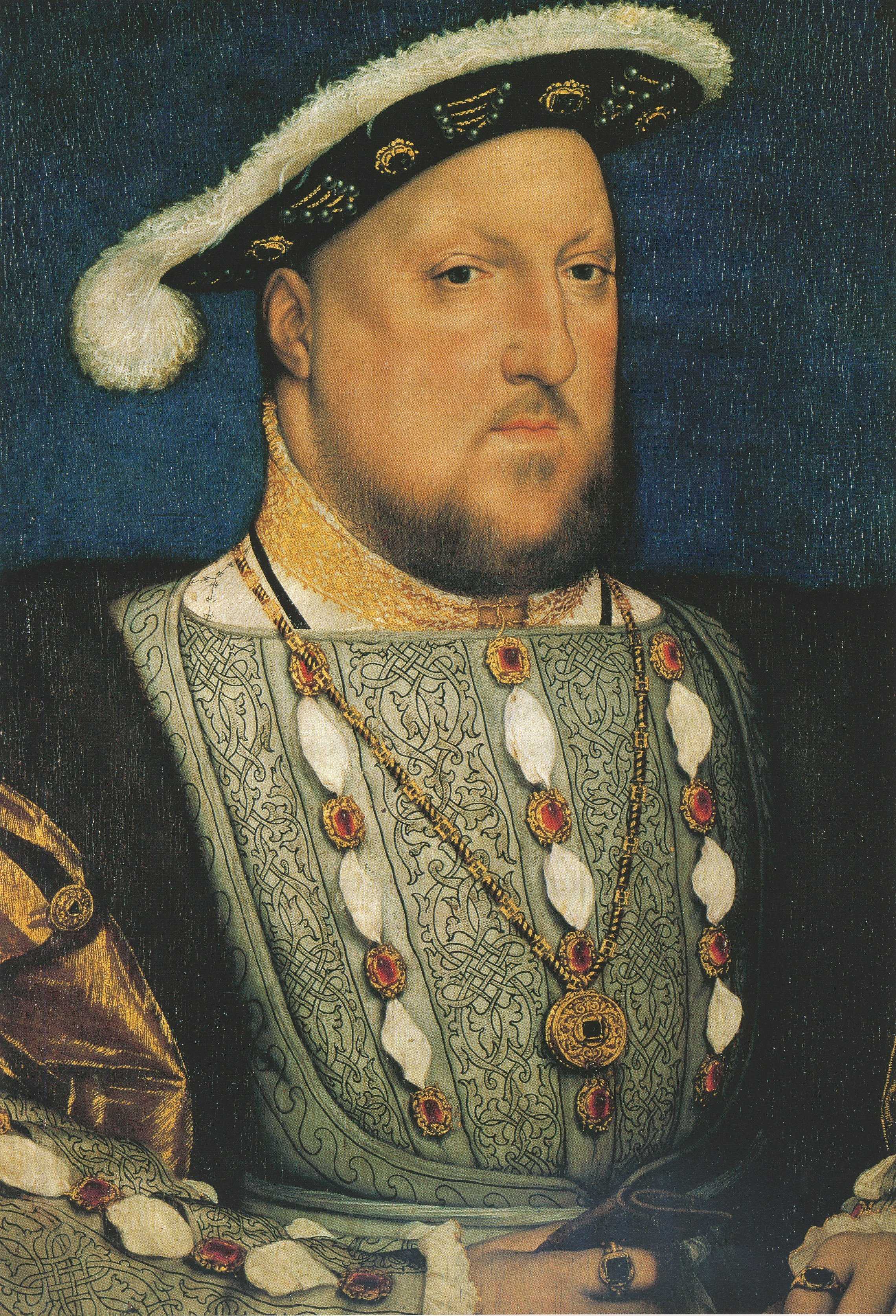
Henry VIII avbildad av Hans Holbein den yngre 1536–37.

1522 befann sig Henrik återigen i krig med Frankrike genom sin allians med den tysk-romerske kejsaren Karl V. Tanken var att anfalla på två fronter med en engelsk framstöt i norr. Mary Rose deltog i överföringen av trupptransporter i juni 1522 och vid erövringen av den bretagniska hamnen Morlaix 30 juni. Flottan seglade sedan hem och Mary Rose övervintrade i Dartmouth. Kriget rasade till 1525 och återigen gav sig Skottland in på den franska sidan. Trots att Charles Brandon var nära att ta Paris 1523, lyckades man inte med några större framgångar i vare sig Frankrike eller Skottland. I och med att den franska armén krossades vid slaget vid Pavia 24 februari 1525 och Frans I tillfångatogs av Karl V:s styrkor var kriget i praktiken avslutat utan betydande engelska framgångar eller erövringar.

### I reserv
Mary Rose hölls i reserv 1522-45. Hon drevades än en gång och reparerades under sommaren 1527 i en nygrävd docka vid Portsmouth. Även hennes storbåt reparerades. Det finns dock nästan ingen kvarvarande dokumentation över vad som hände med skeppet mellan 1528 och 1539. Ett dokument skrivet av Thomas Cromwell 1536 anger att Mary Rose och sex andra skepp  "gjordes nya" (were made new) under den tiden han tjänade kung Henrik, även om det är oklart vad denna formulering egentligen betydde. I ett senare dokument från januari 1536, författat av en anonym tjänsteman, anges att Mary Rose och några andra skepp blev "nygjorda". En modern datering av delar av skeppet bekräftar att betydande reparationer utfördes någon gång under 1535 eller 1536. I så fall skulle det ha sammanfallit med det kontroversiella beslutet att upplösa de engelska klostren, något som gav ett avsevärt, om än tillfälligt, finansiellt tillskott till kronans finanser. Vad reparationerna bestod i är däremot inte känt och inte heller exakt hur stora de var. Många forskare, även Margaret Rule som ansvarade för det arkeologiska arbetet under bärgningen, utgick i början från att man byggde om skeppet från klink till kravell och att det var först 1536 som skeppet fick den utformning det hade när det sjönk. Marinarkeologen Peter Marsden har senare hävdat att Mary Rose troligen ursprungligen byggdes med en rundad akter, snarare än en platt akterspegel, och utan kanonportar på batteridäck.

### Tredje franska kriget

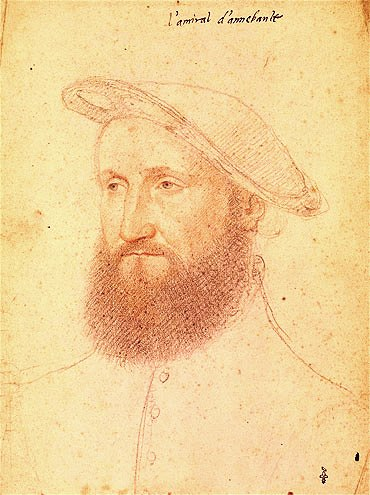
Porträtt av den franske amiralen Claude d'Annebault, befälhavare för den franska flottan som anföll Isle of Wight; François Clouet, januari 1535.

Henriks allt mer invecklade giftermål, den hårdhänta och oortodoxa upplösningen av de katolska klostren och konfiskeringen av kyrkans egendom retade upp både påven och katolska härskare över hela Europa, vilket ledde till att England blev alltmer isolerat. Henrik hade 1544 kommit överens med kejsar Karl V att de tillsammans skulle anfalla Frankrike. Engelska styrkor erövrade Boulogne i september, men med stora förluster och efter att Karl hade uppnått sina mål och upprättat en separatfred i Crépy stod England ensamt kvar i kriget mot Frankrike. I maj 1545 hade fransmännen samlat ihop en stor flotta vid floden Seines mynning med avsikt att landsätta trupper på engelsk mark. Uppskattningar av hur stor styrkan var har varierat; mellan 123 och 300 fartyg enligt franska källor; upp till 226 segelfartyg och galärer enligt krönikören Edward Hall. Utöver den massiva flottstyrkan samlades 50 000 man vid Havre de Grâce. Mot detta stod en engelsk styrka på 160 fartyg och 12 000 man under John Dudley redo i Portsmouth tidigt i juni. Innan den franska flottan seglade försökte man genomföra ett förebyggande men föga framgångsrikt anfall i mitten av juni. I början av juli seglade den franska styrkan under amiral Claude d'Annebault mot England och tog sig in i Solentsundet 16 juli utan motstånd med 128 skepp. Henrik hade 80 skepp som kunde sättas emot den franska styrkan, inklusive flaggskeppet Mary Rose. Men eftersom man var i kraftigt underläge vad gäller tunga galärer, de fartyg som var som mest effektiva i det skyddade Solendsundet, drog sig den engelska styrkan in i Portsmouth hamn.

### Slaget vid Solentsundet
Den engelska styrkan hade en nordlig vind mot sig och var oförmögen att manövrera. 19 juli avancerade de franska galärerna mot den orörliga engelska flottan och hotade att sänka en mindre engelsk styrka på tretton mindre roddfartyg, de enda som kunde sättas in mot galärerna. Efter ett tag vände vinden mot syd och segelfartygen kunde äntligen gå till anfall. Två av de största fartygen, Henry Grace Dieu och Mary Rose, ledde anfallet på de franska galärerna, men mitt i anfallet gick något allvarligt fel. I striden med galärerna krängde Mary Rose plötsligt åt styrbord och vatten rusade in genom de öppna kanonportarna på batteridäck. Besättningen kunde inte korrigera den plötsliga slagsidan och kunde bara rädda sig genom att rusa mot väderdäcket medan skeppet sjönk. Den kraftiga lutningen gjorde att utrustning, ammunition, tunnor och kistor kom i rörelse och förvärrade kaoset. Den massiva tegelugnen på kabyssens babordssida kollapsade och den tillhörande kopparkitteln med kapacitet på 360 liter kastades upp på trossdäcket ovanför. Vissa av kanonerna rände fritt, slog i styrbordssidan och försvårade flykt eller krossade män i deras väg. De som inte blev skadade eller dödade av lösa föremål var tvungna att snabbt ta sig upp till de övre däcken, något som var särskilt svårt för dem som bemannade kanonerna på batteridäck eller hämtade ammunition och vapen nere på trossdäck och i hålskeppet. Positioneringen av mänskliga kvarlevor på skeppet tyder på att stegarna som band samman de olika däcken förvandlades till flaskhalsar för det flyende manskapet. Det som gjorde att förlisningen förvandlades till en mänsklig tragedi var det nät som täckte väderdäcket över mellandäcket och akterkastellets översta däck. Med undantag för dem som befann sig i riggen och i märsarna (plattformarna i masterna) fastnade de flesta som lyckades ta sig upp på däck under nätet som skulle skydda mot bordning; männen kunde se ytan och sina kamrater ovanför, men kunde inte ta sig igenom, och drogs ned med det sjunkande skeppet. Av en besättning på över 400 undkom endast 35, en katastrofal förlustsiffra på över 90 procent.

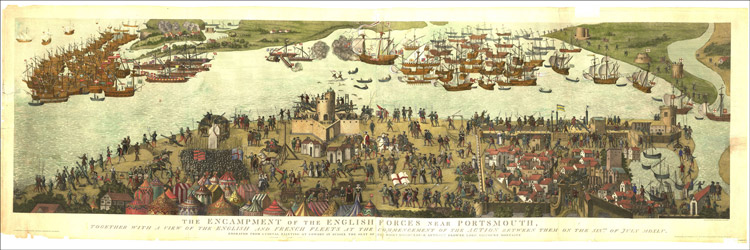
Cowdraygravyren, en kopia av en målning som skildrade slaget vid Solentsundet. Den nyligen förlista Mary Rose’ stor- och förmast kan ses sticka upp ur vattnet i mitten av gravyren med vrakdelar och kroppar som flyter omkring samtidigt som överlevande klamrar sig fast vid märskorgarna.

## Orsaker till förlisningen

### Samtida beskrivningar

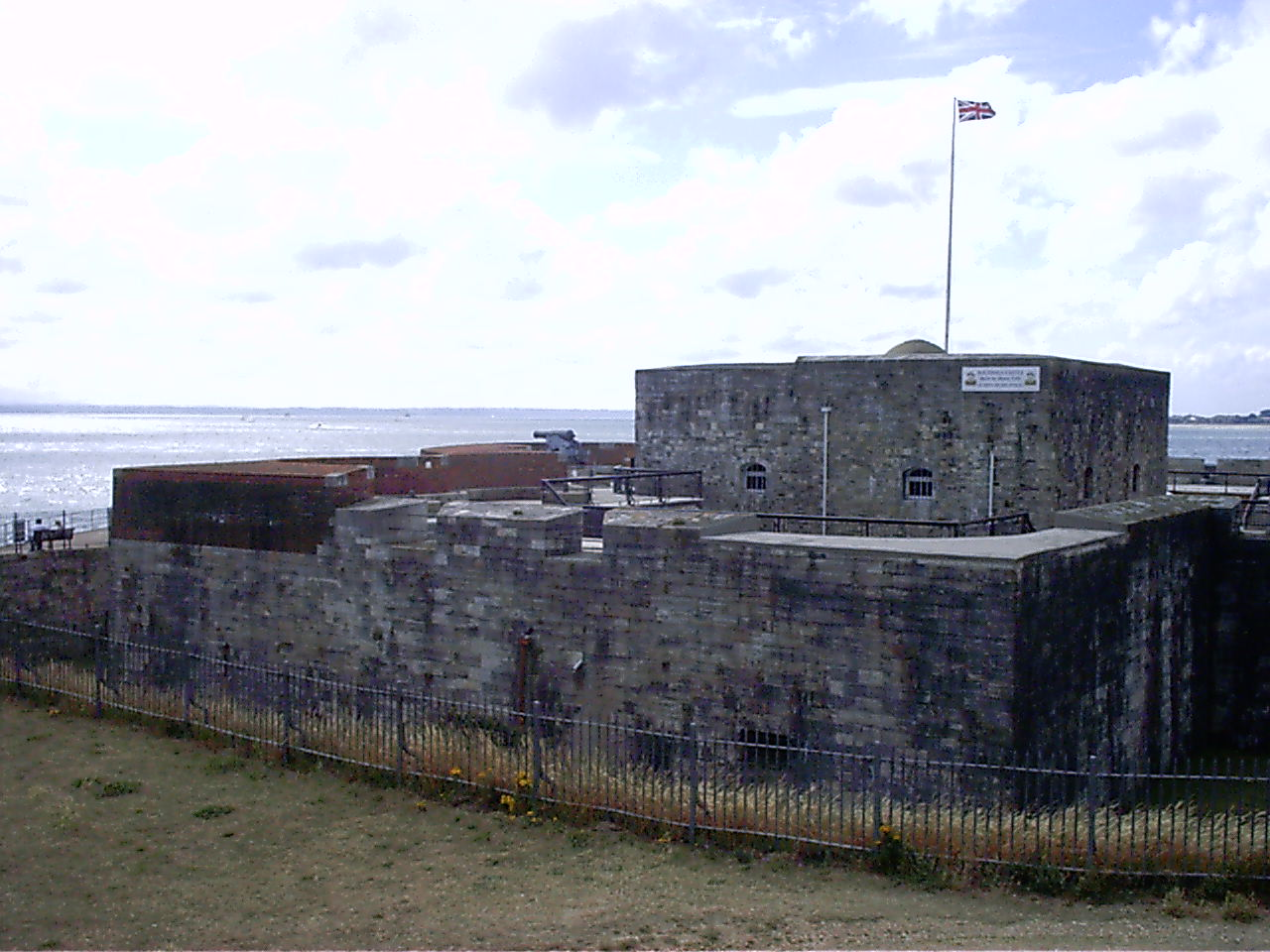
Southsea Castle, platsen varifrån Henrik VIII bevittnade Mary Roses förlisning.

Flera beskrivningar av förlisningen har bevarats för eftervärlden. Den enda som är samtida är ett vittnesmål från en överlevande flamländare som dokumenterades i ett brev skrivet av det tysk-romerska rikets ambassadör till England Van der Delft den 24 juli. Enligt den anonyme flamländaren hade Mary Rose avfyrat alla kanonerna på ena sidan och höll på att vända för att avfyra kanonerna på den andra sidan, men mitt i vändningen råkade hon ut för en kraftig vind, krängde åt sidan och tog in vatten genom kanonportarna. Tre år efter förlisningen berättar Hallkrönikan att skeppet sjunkit av "för mycket dårskap […] eftersom hon hade för stor bestyckning och att kanonportarna, som satt lågt, lämnats öppna, samt att de stora styckena varit oriktigt surrade, så att när skeppet skulle vända, rusade vattnet in och hon sjönk plötsligt".
Långt senare upprepades förklaringen att fartyget hade krängt för mycket när hon vänt och att de öppna kanonportarna beseglade hennes öde. En biografi över George Carews bror Peter Carew, skriven av John Hooker någon gång efter 1575 anger samma orsak, men la också till att besättningen bar del av skulden. Biografin hävdar att George Carew hade märkt att Mary Rose varit märkbart instabil så fort man satt segel den dagen. Gawen Carew, farbror till George hade seglat förbi i sitt eget skepp under slaget för att höra sig för om läget på brorsonens fartyg. Han fick till svar "att han hade en typ av hjon som han inte kunde styra". I motsats till övriga vittnesmål angav Martin du Bellay, en fransk kavalleriofficer som deltog i slaget, att Mary Rose hade blivit sänkt av franska kanoner.

### Moderna teorier
Den vanligaste förklaringen bland moderna historiker är att skeppet var instabilt av en rad olika anledningar. När en stark bris fyllde seglen mitt i en vändning visade sig de öppna kanonportarna vara livsfarliga; skeppet fylldes med vatten och kantrade. En variant av den här teorin har framförts av Coates och förklarar varför ett örlogsfartyg som varit i tjänst i flera decennier utan att förolyckas, och deltagit i sjöslag utanför den stormiga bretagniska atlantkusten, plötsligt gick under; skeppet hade helt enkelt samlat på sig så mycket extra vikt genom åren att det till slut blivit sjöodugligt. Att skeppet höll på att vända för att man hade avfyrat samtliga kanoner på ena sidan har ifrågasatts av Marsden, efter undersökningar av de kanoner som bärgats såväl under 1800-talet som på 1900-talet. Kanoner från båda sidor hade i samtliga fall laddningarna intakta i loppet. Det här har Marsden tolkat som att något annat skulle kunna ha gått snett, eftersom man kan utgå från att en erfaren besättning skulle ha stängt kanonportarna innan en potentiellt riskabel vändning.
De senaste undersökningarna av Mary Rose ger stöd åt teorin att hon genomgick en radikal ombyggnation och tyder på att modifikationerna var för stora för att hon skulle vara sjöduglig. Marsden har framkastat att ytterligare tunga kanoner tyngde ner skeppets djupgående så mycket att vattenlinjen var mindre än en meter från kanonportarna på batteridäck.
Peter Carews påstående om bristande disciplin bland besättningen har fått stöd av James Watt, före detta chefsläkare vid Royal Navy, med hänvisning till att dysenteri härjade i Portsmouth, något som kan ha gjort sjömännen oförmögna att hantera skeppet ordentligt. Historikern Richard Barker har även framkastat att besättningen visste att skeppet var en dödsfälla och helt enkelt ordervägrade. Marsden har påpekat att Carews biografi inte överensstämmer med vad såväl franska som engelska ögonvittnen återgivit av händelseförloppet. Den anger också att det fanns över 700 man ombord, en uppseendeväckande hög siffra. Den återger också händelser som låg flera decennier tillbaka i tiden och kan därför ha försetts med mer dramatiska detaljer. Martin du Bellays påstående att franska galärer sänkte Mary Rose har beskrivits som "en hovmans vittnesmål" av den franske marinhistorikern Maurice de Brossard. du Bellay och hans två bröder stod båda kung Frans I nära och du Bellay hade mycket att vinna på att framställa förlisningen som en fransk seger. Även om engelska källor också bör anses partiska så hade de ingenting att tjäna på att förklara förlisningen med inkompetent sjömanskap snarare än att medge att de fruktade galärerna vunnit en förväntad seger.
Dominic Fontana, en geograf vid University of Portsmouth, har givit stöd åt du Bellays version med utgångspunkt från hur slaget avbildats i Cowdraygravyren och en modern GIS-analys (geografisk informationssystem) av platsen för slaget. Genom att bestämma positionen för de två flottorna och sedan göra hypotetiska beräkningar av Mary Rose sista manövrar har Fontana kommit till slutsatsen att skeppet träffades av kanoneld från galärerna nära vattenlinjen, tagit in vatten och blivit instabilt. Fontana har tolkat skeppets nästan rakt nordliga riktning vid förlisningen som ett sista desperat försök att sätta skeppet på grund på Spitbank några hundra meter norrut, men att det kantrade innan man nådde grundet. Den här teorin har delvis stötts av Alexzandra Hildred, en av experterna som arbetat med Mary Rose, även om hon har föreslagit att närheten till grundet vid Spitbank snarare talar för skeppet förolyckades vid ett försök att göra en skarp gir för att undvika att gå på grund.

### Praktiska experiment
What sank the Mary Rose, en dokumentär producerad 2000 för brittiska Channel 4, försökte att fastställa orsakerna till förlisningen genom att utföra praktiska experiment med skalenliga modeller av skeppet lastade med metalltyngder för att simulera trupper ombord. De första experimenten visade att Mary Rose klarade att gira på det sättet som ögonvittnena beskrivit utan att gå omkull. Men när man också lät en fläkt simulera en stark bris krängde skeppet kraftigt, kanonportarna på batteridäck kom under vatten och modellen sjönk på några sekunder. De praktiska experimenten kunde visa på ett händelseförlopp som nära följde det som ögonvittnen uppgett, i synnerhet hur snabbt skeppet gick under.

## Mary Rosesom vrak

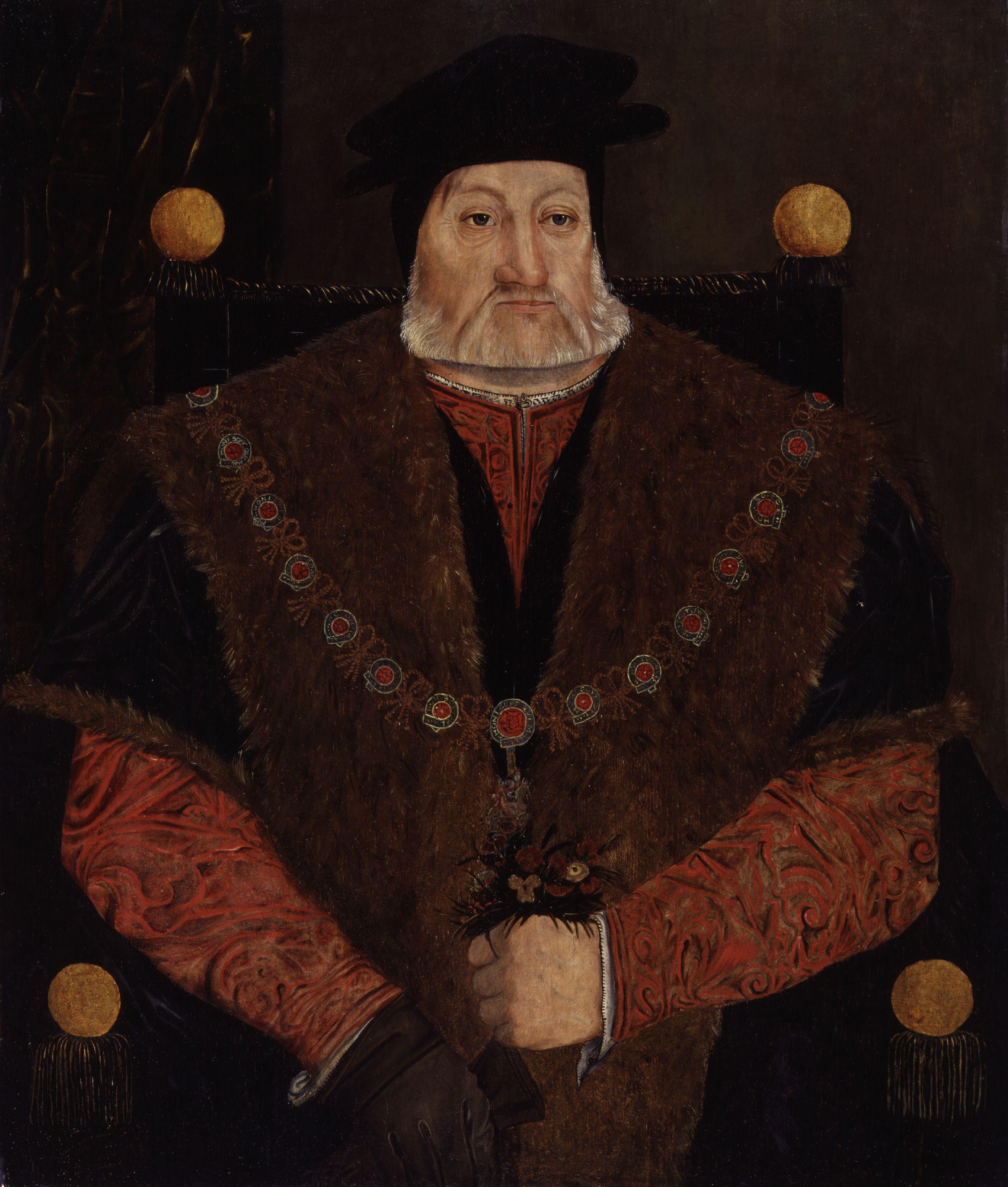
Charles Brandon, Henrik VIII svåger, som ledde den misslyckade bärgningsoperationen i augusti 1545.

Redan några dagar efter förlisningen beordrade riksrådet William Paget att man skulle bärga skeppet, och Charles Brandon, svåger till kung Henrik, tog ansvar för operationen. Bärgningen följde de gängse metoderna för hur man hämtade upp skepp som sjunkit i grunda vatten: kraftiga trossar hakades på vraket och gjordes fast i två holkar, äldre skepp som inte längre var seglingsbara. Vid ebb spände man repen med hjälp av gångspel och när det blev flod höjde sig holkarna tillsammans med det sjunkna skeppet. Man kunde sedan bogsera in dem mot något grundare vatten och upprepa hela proceduren tills man lyckats få hela vraket ovanför vattenytan så att man kunde täta och pumpa ur vatten.
En lista över nödvändig utrustning sammanställdes till 1 augusti och inkluderade förutom de kraftiga trossarna, gångspel, tjugo taljor och enorma mängder talg för att smörja repen. De två skeppen som skulle användas som holkar var Jesus of Lübeck och Samson, båda med en dräktighet på 700 ton och av ungefär samma storlek som Mary Rose. Arbetet skulle främst skötas av venetianska bärgare med hjälp av engelska sjömän. Brandon var så övertygad om att man skulle nå framgång att han försäkrade kungen om att det bara skulle dröja några dagar innan Mary Rose åter igen skulle flyta. Optimismen visade sig dock ogrundad. Eftersom skeppet hade lagt sig till rätta på sidan i en vinkel av 60 grader mot styrbord var det till stor del begravd i den leriga sjöbottnen. Det gjorde det nästan helt omöjligt att dra trossar under skrovet och krävde betydligt större lyftkraft. Ett försök att fästa trossarna vid stormasten tycks ha lett till att den bröts av eller helt slets ur sin sockel i kölsvinet.

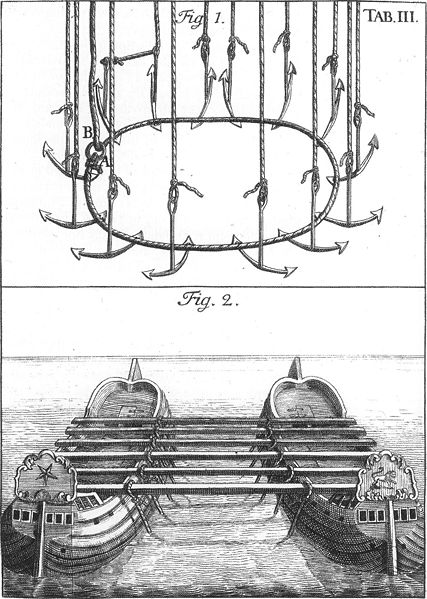
Illustration från ett verk om bärgning från 1734 som visar den traditionella metoden för att bärga vrak med hjälp av ankare och uttjänta skepp, eller holkar, som pontoner, samma teknik som användes i mitten i England på 1500-talet.

Man lyckades endast bärga segel, rigg, kanoner och andra lösa föremål. Minst två bärgningslag fick betalt för att ha bärgat ytterligare kanoner under 1547 och 1549. Trots att det första bärgningsförsöket misslyckades fanns det 1546 ännu visst hopp om att kunna ta upp Mary Rose. Det var under det året som hon presenterades som ett av den engelska flottans främsta skepp i den så kallade Anthonyrullen. När man till slut gav upp hoppet att kunna bärga skeppet är inte känt. Det kan ha skett i samband med Henrik VIII:s död i januari 1547 eller kanske så sent som 1549 då de sista kanonerna bärgades. Man mindes Mary Rose in i Elisabet I:s regeringstid, och enligt en av hennes amiraler, William Monson (1569–1643), kunde man under klara dagar urskilja vraket vid ebb.

### Nedbrytning
Efter förlisningen bildade det sjunkna skeppet en barriär som angreps av strömmarna Solentsundet. Inom kort grävde det strömmande vattnet två diken på bägge sidor om vraket medan sediment och sjögräs byggdes upp inuti skrovet. Vid den uppåtvinklade babordssidan grävde strömmarna upp ett långt smalt dike och ett bredare dike vid den mestadels begravda styrbordssidan. Sand och partiklar i strömmarna eroderade sakta ned de delar av skeppet som inte var täckta med lera. Samtidigt angrep svampar, bakterier och träätande skaldjur skeppet och mollusker, särskilt skeppsmasken Teredo navalis, bröt raskt ned bordläggning och bärande element. De utsatta delarna av skeppet försvagades gradvis och kollapsade. Babordssidan och dess innehåll föll ned i de två dikena och ner i själva skeppet och andra sveptes bort av strömmarna. Efter att de utsatta delarna av skeppet brutits ned och kollapsat jämnades platsen med sjöbottnen och täcktes med flera lager sediment. Under 1500-talet bildades en hård skorpa av lera och snäckskal över det som fanns kvar av skeppet, vilket stabiliserade vrakplatsen och 1500-talslämningarna. Ytterligare lager av bottenslam täckte platsen under 1700- och 1800-talen, men förändringar i strömriktning och tidvatten blottade emellanåt delar av vraket, vilket ledde till att man av en slump upptäckte det 1836 och det även bidrog till att man återfann det 1971.

### Återupptäckt under 1800-talet
Sommaren 1836 råkade en grupp på fem fiskare få sina nät intrasslade i delar av Mary Rose skrov som stack upp från havsbotten. De bestämde sig för att kalla in en dykare som kunde hjälpa dem med att få bort undervattenshindret. 10 juni samma år blev således Henry Abinett den första människa att se Mary Rose på nästan 300 år. Senare anlitades två andra professionella dykare, John Deane och William Edwards för att ta itu med problemet. Med hjälp av en nyligen uppfunnen gummidykardräkt och dykarhjälm av metall började Deane och Edwards att undersöka vraket och bärga föremål. Förutom bjälkar, plankor och andra träföremål, samt ett flertal långbågar, tog de upp ett antal kanoner av järn och brons som senare såldes till Board of Ordnance ("tygkollegiet") för över 220 pund. Detta ledde till en dispyt mellan Deane (som också fått med sin bror Charles i projektet), Abinett och fiskarna som stött på vraket. Frågan löstes till slut genom att fiskarna fick del av intäkterna från försäljningen av några av kanonerna. Deane fick exklusiva bärgningsrättigheter på bekostnad av Abinett. Vraket identifierades snart som Mary Rose tack vare inskriptioner på en av bronskanonerna som var tillverkad 1537.

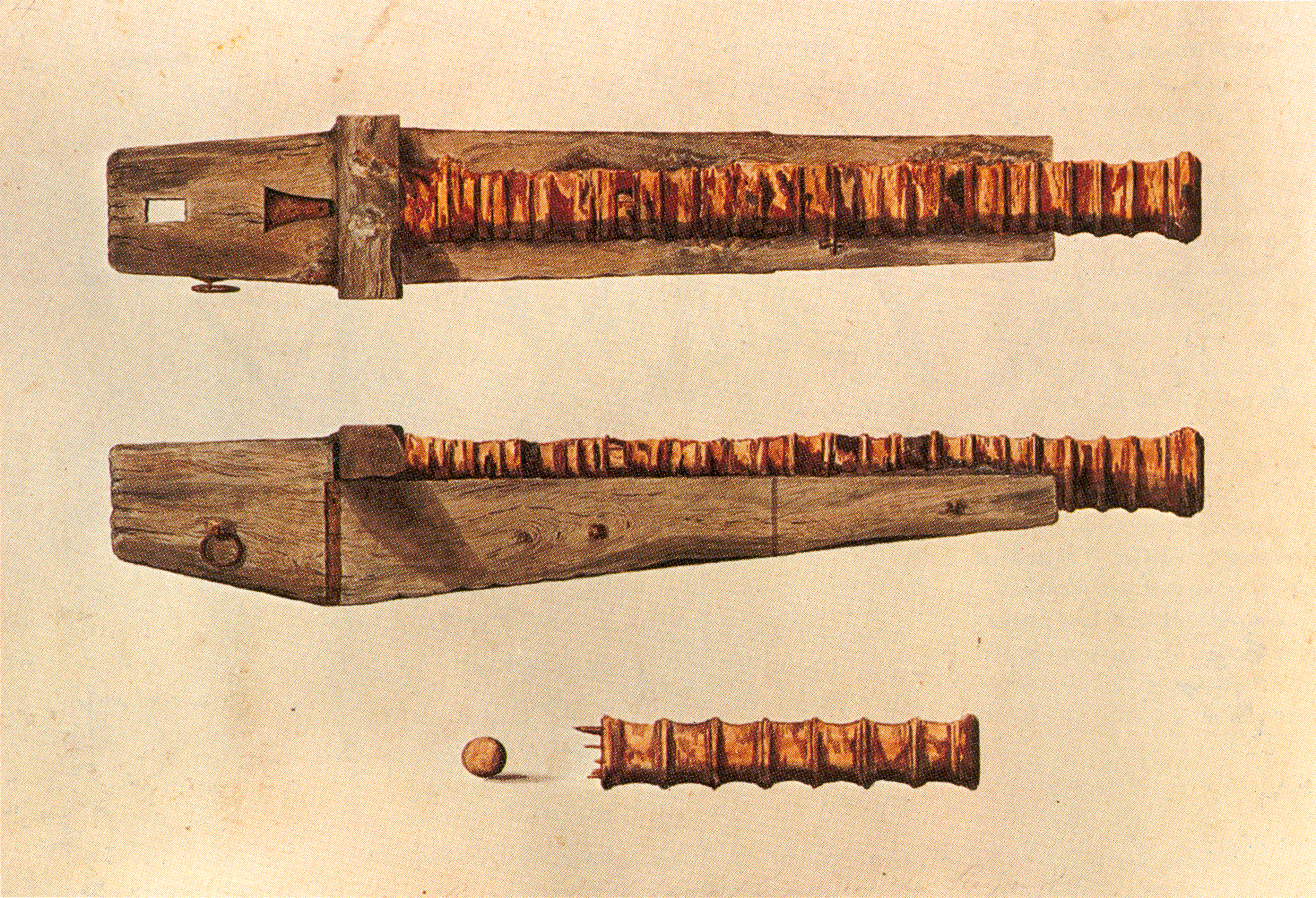
Akvarell med två perspektiv av en slanga (sling) av smitt järn som vilade på en lavett med en hjulaxel samt en del av eldröret på en liknande kanon. Den här illustrationen ingår i en serie av akvareller som gjordes för att dokumentera de fynd som gjordes av bröderna Deane 1836–40.

Identifieringen av skeppet ledde till ett stort intresse från allmänheten och gjorde de bärgade föremålen hett eftertraktade på antikvitetsmarknaden. Vid den tiden fanns inte tekniken för att konservera föremål som legat under vatten under lång tid och många av dem förstördes. Men ett stort antal föremål blev trots det dokumenterade i blyertsskisser och akvareller som finns bevarade. John Deane avslutade bärgningsarbetet på Mary Rose 1836 men återuptog det 1840, och då med nya och betydligt mer destruktiva metoder. Med hjälp av utrangerade granater fyllda med krut sprängde sig Deane in i delar av vraket. Granatfragment och rester av sprängkratrar hittades under utgrävningarna på 1970-talet, men det fanns inga bevis för att Deane lyckades tränga igenom de lager som hade förseglat 1500-talslämningarna. Deane uppgav däremot att han hade lyckats bärga en länspump och den nedre delen av stormasten, varav bägge måste ha befunnit sig inne i skeppet. Bärgningen av mindre träföremål, exempelvis långbågar, tyder på att Deane faktiskt lyckades tränga igenom det lager som bildats under Tudorperioden, även om detta ifrågasatts av Margaret Rule, chef för den arkeologiska utgrävningen på 1970-talet. Tidningsartiklar om Deanes dykningar i oktober 1840 uppgav att skeppet var klinkbyggt, men eftersom detta endast gäller akterkastellet så har en alternativ förklaring framförts: Deane tog inte igenom det övre lagret av snäckskal och härdad lera som täckte större delen av skeppet, men lyckades ta sig in i delar av akterkastellet som idag inte längre finns kvar. Trots den omilda behandlingen av Deane undkom Mary Rose den fullständiga utplåning med jättekrattor och sprängmedel som andra vrak i Solentsundet råkade ut för.

### Modern återupptäckt
Det aktiva sökandet efter Mary Rose påbörjades av British Sub-Aqua Clubs ("Brittiska sportdykarförbundet") Southsea-avdelning 1965 som en del av ett större projekt att hitta vrak i Solentsundet. Sökandet leddes av historikerna, journalisten och amatördykaren Alexander McKee. En annan grupp med stöd från Committee for Nautical Archaeology in London som leddes av örlogskaptenen Alan Bax från Royal Navy inledde sin egen sökning. Till en början hade de två grupperna skilda uppfattningar om var man skulle leta efter vraket men slog till slut ihop sina ansträngningar. I februari 1966 hittade man ett sjökort daterat 1841 där Mary Rose och flera andra vrak var utsatta. Det visade sig att den positionen sammanföll med en fåra på havsbottnen som hade lokaliserats av McKees grupp, det ena av de två diken som hade plöjts upp av strömmar, och därmed fastställde man en position på 11 meters djup vid ebb. Dykningar påbörjades 1966 och en sonarundersökning av Harold Edgerton 1967–68 avslöjade ett begravt föremål. 1970 hittade man löst virke som man antog härrörde från skeppet och 5 maj 1971 hittade man en del av det begravda skrovet som hade avtäckts av föregående säsongs vinterstormar.
Ett stort problem för gruppen redan från början var att vrakplatser i Storbritannien saknade något juridiskt skydd från plundrare och skattjägare. Sjunkna skepp betraktades enligt lagen som lösöre, eftersom de en gång varit rörliga föremål, och tilldelades därför den som först lyckades bärga dem. Den brittiska Merchant Shipping Act ("handelssjöfartsstadgan") från 1894 fastställde att samtliga föremål som hämtades upp från ett vrak skulle auktioneras ut för att bekosta bärgningen och det fanns därmed inget som kunde hindra någon från att "stjäla" vraket i vinstsyfte. Man tacklade problemet genom att bilda en förening, Mary Rose Committee ("Mary Rose-kommittén), med syftet "att finna, gräva ut, bärga och bevara för all framtid de kvarlevor av skeppet Mary Rose som skulle kunna vara av historiskt eller arkeologiskt intresse".
För att hålla borta inkräktare arrenderade kommittén den del av sjöbottnen där vraket låg och avskräckte därmed någon från att göra intrång på undervattensfastigheten. Med facit i hand var detta i stort sett bara en juridisk bluff som skulle varit svårt att upprätthålla om det prövats i domstol. I kombination med omfattande hemlighetsmakeri angående vrakets exakta position räddade det dock Mary Rose från inblandning från lycksökare. Det var dock först i och med antagandet av Protection of Wrecks Act ("vraksskyddsstadgan") 5 februari 1973 som Mary Rose utsågs till ett nationellt historiskt arv och därefter åtnjöt lagligt skydd från ren kommersiella bärgare. Trots detta så kvarstod åratal efter att stadgan trätt i kraft och även efter att vraket bärgats ett latent hot om att någon med hjälp av dåvarande bärgningslagstiftning skulle tvinga organisationen kring Mary Rose att auktionera ut "personliga" tillhörigheter, såsom sjömanskistor, kläder och köksredskap till högstbjudande.

#### Kartläggning och utgrävning
Efter upptäckten av vraket blev projektet känt för allmänheten och fick successivt ökande medial uppmärksamhet, något som bidrog till att man fick in donationer i form av kontanta medel såväl som utrustning, främst från privata källor. 1974 hade Mary Rose-kommittén fått representanter från såväl National Maritime Museum, Royal Navy, BBC som ett antal lokala organisationer i. Samma år fick projektet även officiellt stöd från prins Charles som själv deltog i dykningar till vraket, något som innebar än mer publicitet och ytterligare donationer. Målen som hade formulerats av Mary Rose Committee var nu definitivt fastslagna. Kommittén hade officiellt blivit en registrerad välgörenhetsorganisation 1974, vilket underlättade hanteringen av större donationer, och ansökan om utgrävning och bärgning hade blivit godkänd av brittiska myndigheter.
1978 var den inledande kartläggningen och utgrävningen av vraket avklarad. Skeppets läge var bestämt nästan rakt norrut med en lutning på knappt 60 grader mot styrbord (höger) och med fören något lägre än aktern. Man hade nu tillräckligt med information för att påbörja en fullskalig och modern arkeologisk utgrävning av skeppet. Detta innebar dock att man samtidigt tog bort de skyddande lager av lera och slam som förhindrade vraket från att vittra bort genom biologisk nedbrytning och erodering av havsströmmarna. Nu påbörjades de inledande diskussionerna för hur man skulle bärga, konservera och förbereda själva skrovet för att det skulle kunna visas för allmänheten. För första gången var man tvungen att ta itu med de praktiska utmaningarna för att bärga, konservera och förbereda Mary Rose för allmän beskådan.
För att hantera det mer komplicerade och kostsamma projektet bildades en ny organisation 1979 för att kunna hantera de tillgångar som krävdes för projektet; Mary Rose Committee ersattes av Mary Rose Trust, en ideell stiftelse med representanter från ett flertal organisationer. 1979 köpte stiftelsen ett nytt dykfartyg för att ersätta den 12 meter långa katamaranen Roger Greenville som hade använts sedan 1971. Valet föll på bärgningsfartyget Sleipner som använts som dykfartyg vid bärgningen av Vasa. Antalet medarbetare gick från tolv volontärer som arbetade fyra månader om året till över 50 personer som arbetade nästan dygnet runt nio månader om året. Utöver det deltog över 500 volontärer som dykare och man fick tillgång till en landbaserad laboratoriestab på ungefär 70 personer som arbetade enbart med konservering. Under de fyra dyksäsongerna mellan 1979 och 1982 avverkade man över 22 000 dyktimmar vid vrakplatsen, totalt 11,8 manår.

#### Bärgningen

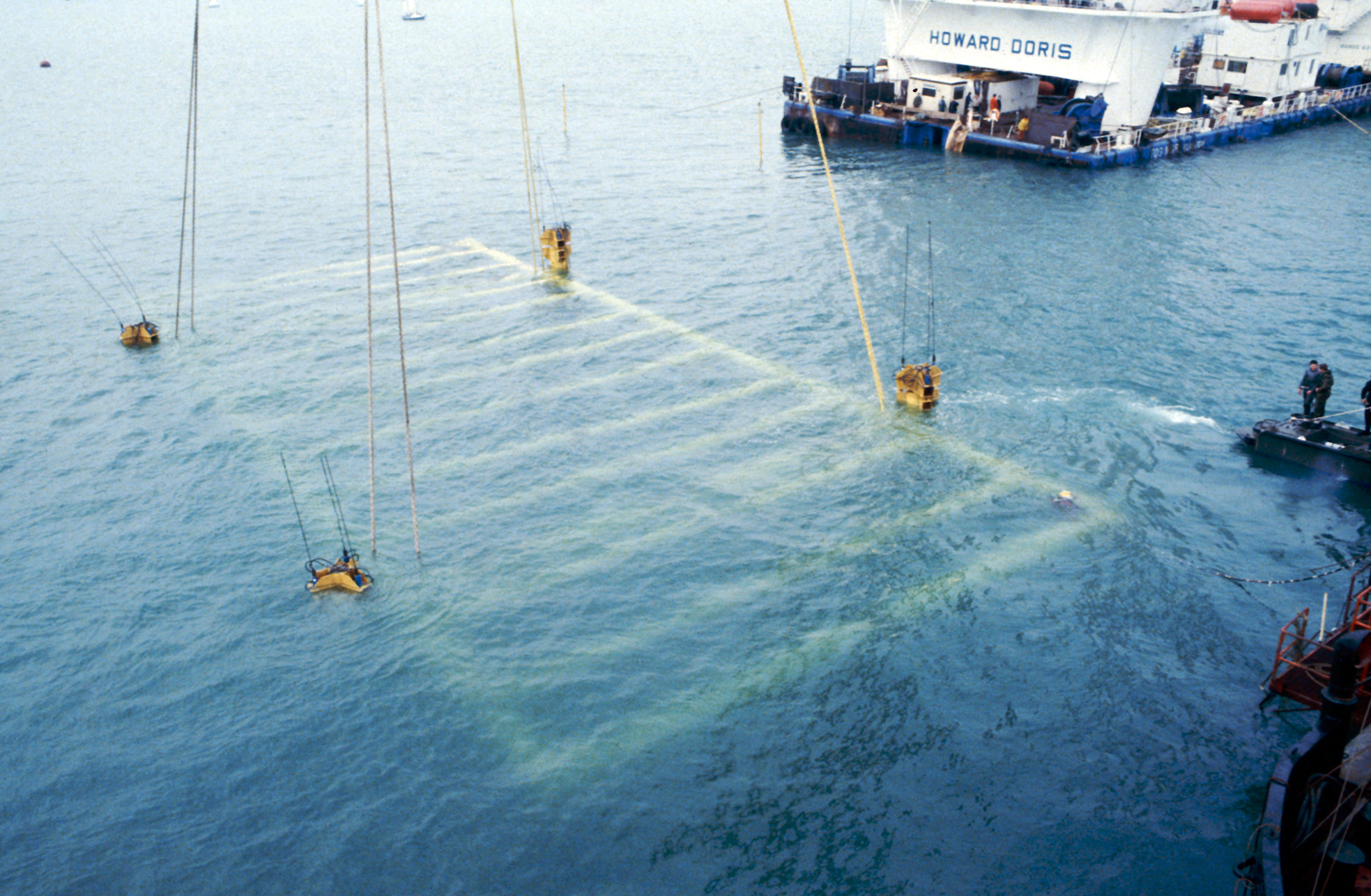
Den komplicerade lyftanordningens ramverk skymtar precis under vattenytan på den här bilden från 11 oktober 1982, den sista dagen av bärgningsoperationen.

Bärgningen av Mary Rose utgjorde på många sätt ett unikt åtagande. Bärgningen av det svenska 1600-talsskeppet Vasa 1959–61 var det enda projekt som kunde jämföras i fråga om komplexitet och kostnad, men det hade varit en förhållandevis enkel uppgift eftersom Vasas skrov var intakt och vilade upprätt på botten. Man hade bärgat henne med samma teknik som används på 1500-talet: vajrar drogs under skrovet och fästes i två pontoner på vardera sida om skeppet som sedan successivt vinschades upp och bogserades in mot grundare vatten. Av Mary Rose kvarstod däremot endast 40% av skrovet och hon låg djupt inbäddad i lera. Att försöka bärga skrovet med konventionella metoder skulle kunna innebära en risk för skada eller total kollaps när det lyftes upp ur vattnet. En rad mer eller mindre realistiska förslag för hur bärgningen skulle genomföras förkastades, bland annat att bygga en kofferdamm runt vraket, fylla skeppet med små lätta föremål (som pingisbollar) och till och med att pumpa ner saltvatten i havsbotten och frysa ner den så att den skulle flyta upp till ytan med vraket. Efter utdragna diskussioner bestämde man sig på Mary Rose Trust i februari 1980 att skrovet först skulle tömmas på allt innehåll för att sedan förstärkas med stöttor och ramar av stål. Man skulle sedan lyfta det från bottnen med hjälp av domkrafter, slå nylonremmar under skrovet och föra över det med en pontonkran till en specialbyggd vagga under vattnet. Hela paketet skulle sedan lyftas upp ur vattnet till en pråm som skulle bogseras in i Portsmouth hamn. Det bestämdes att skeppet skulle bärgas innan dyksäsongen 1982 var över. Förblev vraket exponerat längre tid än så riskerade man permanenta skador.
Under det sista året av bärgningsprojektet började det visade sig hur ansträngande det komplexa och omfattande projektet kunde vara för de inblandade. I maj 1981 uttryckte Alexander McKee farhågor för den metod man valt för bärgningen och kritiserade öppet Margaret Rules roll som utgrävningsledare. McKee kände sig ignorerad i det han ansåg var ett projekt där han alltid hade spelat en central roll, som initiativtagare till sökandet efter Mary Rose och andra skepp i Solentsundet samt aktiv deltagare i dykningarna vid vrakplatsen. Han fick också stöd från andra som poängterade risken att projektet skulle förvandlas till ett pinsamt misslyckande om vraket skulle skadas under bärgningen. För att motverka problemen föreslog man att skrovet skulle föras över till en stålvagga under vattnet. På så vis skulle man undvika att skada träet genom att lyfta den upp ur vattnet utan tillräckligt strukturellt stöd. Istället för nylonremmar runt skrovet bestämde man sig för att borra hål i skrovet vid 170 olika punkter. Genom hålen skulle man sen trä järnbultar i vilka man kunde fästa stålvajrar, som i sin tur fästes i en stålram, något som skulle fördela tyngden jämnare över hela skrovet.

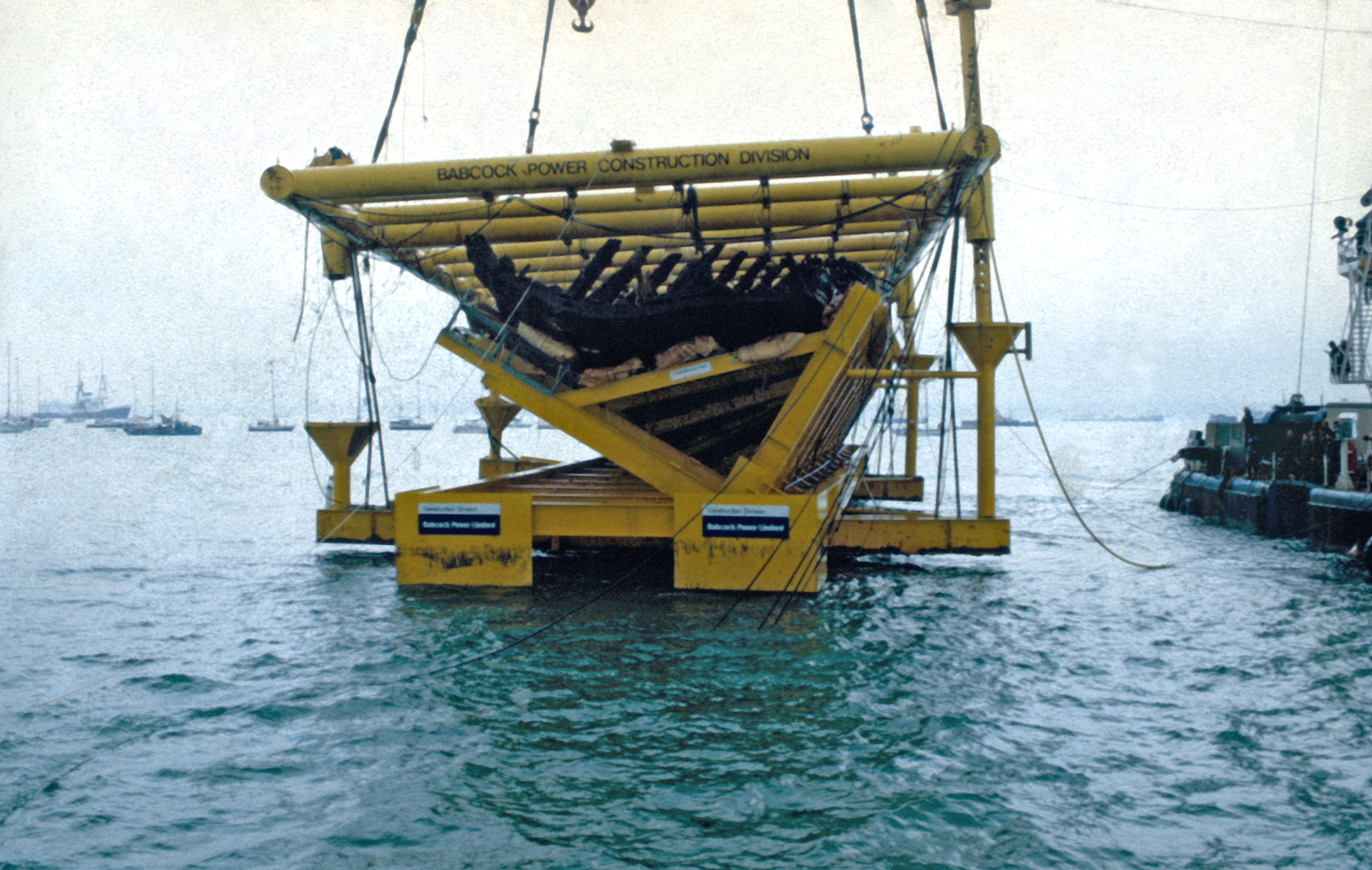
Mary Rose i sin specialbyggda vagga hissas upp ur vattnet.

Våren 1982, efter tre säsonger av intensivt marinarkeologisk arbete, började man förbereda bärgningen; man stötte snart på problem. Redan i inledningsskedet uppstod problem med den specialbyggda lyftutrustningen, dykare från brittiska flottan som arbetade på projektet blev inkallade med anledning av Falklandskriget och i juni 1982 var man tvungen att göra omfattande ändringar för hur skrovet skulle lyftas. Efter att den specialbyggda stålramen med de många stålvajrarna hade satts på plats lyftes skrovet sakta upp från botten med hjälp av fyra massiva domkrafter i var sitt hörn av ramverket. Den enorma kranen på pontonkranen Tog Mor användes för att under vattenytan lyfta skrovet in i den specialbyggda vaggan, som vadderades med vattenfyllda säckar. På morgonen 11 oktober 1982 började man det sista lyftet av hela paketet bestående av vagga, lyftram och skrov. 9:03 lokal tid bröt Mary Rose ytan för första gången på 437 år inför det samlade bärgningslaget, prins Charles och nyfikna åskådare som samlats på båtar kring vrakplatsen. Vattensäckarna tömdes och en andra uppsättning säckar under skrovet fylldes med luft för att skydda träet från att skava mot stålvaggan. Till slut lyftes det över till den väntande pråmen. Bärgningen var en framgång, men hela projektet var i fara vid två tillfällen; först när en av de vertikala pålarna i lyftramen vek sig och fick tas bort och senare när ena hörnet av lyftramen med "ett oförglömligt kras" halkade ner över en meter och var nära att krossa skrovet.

## Arkeologi
Under 1970-talet blev vrakplatsen noggrant utgrävd och registrerad med hjälp av de senaste marinarkeologiska metoderna. Arbetet under vattnet innebar att principerna för traditionell landbaserad arkeologi inte alltid gällde. Grävmaskiner och airliftar (en sorts slamsugare) användes för att lokalisera vraket, men när själva utgrävningarna började krävdes försiktigare metoder. Många föremål från Mary Rose var välbevarade men samtidigt väldigt ömtåliga och krävde varsam hantering. Föremål av varierande storlek skyddades genom att läggas på mjukt material, bland annat gamla glassförpackningar av plast. Airliftar som sög upp lera och sand och deponerade det antingen på en annan del av havsbottnen eller vid ytan användes, men med betydligt större varsamhet så att de inte skulle störa utgrävningsplatsen i för hög grad. Föremål kunde dateras genom att fastställa i vilket av de ackumulerade sedimentlagren de hittades i och behövde därför registreras noggrant. Olika typer av avlagringar och rester av kemiska reaktioner på sedan länge nedbrutna föremål gav också ledtrådar om hur de en gång sett ut och behövde därför behandlas varsamt för att inte viktig information skulle gå förlorad.
Efterbärgningen upphörde dykoperationerna på vrakplatsen trots att utgrävningsutrustning och delar av fören låg kvar på botten. Stiftelsens tillgångar gick under 1980-talet helt åt att konservera tiotusentals föremål samt att bevara skeppet och förbereda ett museum och det fanns inga pengar att lägga ner på ytterligare dykningar. 2002 gick brittiska försvarsdepartementet ut med att man planerade att bygga två nya hangarfartyg. Eftersom de två fartygen skulle vara mycket stora behövde man undersöka utloppet till Portsmouths hamn för att kontrollera att de kunde löpa ut oavsett hur tidvattnet stod. Den undervattenskanal som man planerade att gräva ut löpte nära Mary Roses vrakplats och därför bekostade brittiska försvaret ytterligare en dykningsoperation för att gräva ut det som fanns kvar. Hangarfartygen blev i slutändan mindre än vad man från början planerat och krävde inte att man grävde ut utloppet, men arbetet på vrakplatsen fortgick till 2005. Bland de viktigaste fynden man fick upp i samband med operationen var den tio meter långa förstäven, den främre förlängningen av kölen, som gav en bättre uppfattningen om skeppets ursprungliga mått.

### Fynd

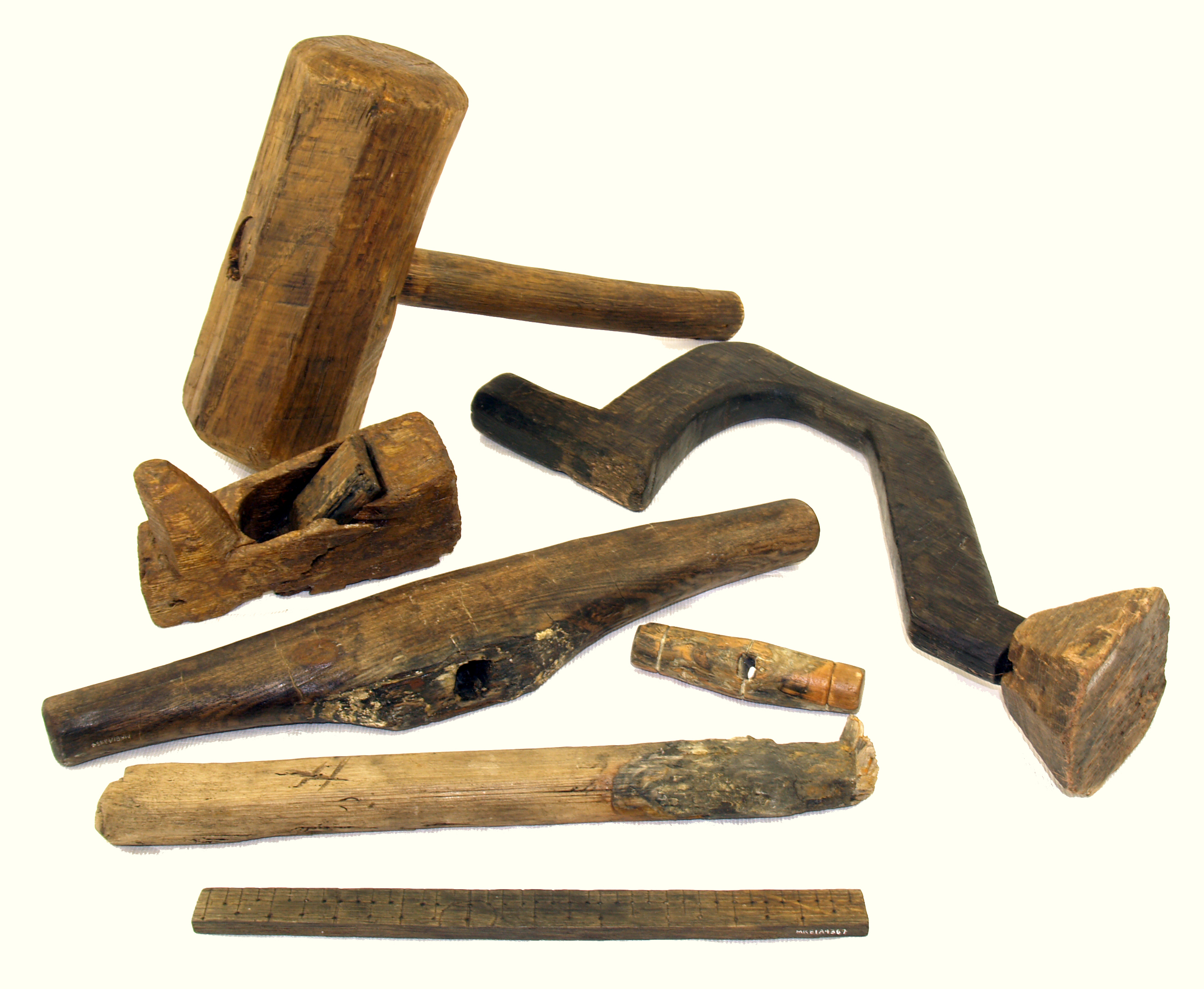
Träklubba, borrsväng, hyvel och andra timmermansverktyg varav de flesta återfanns i kistor i en av hytterna på batteridäck.

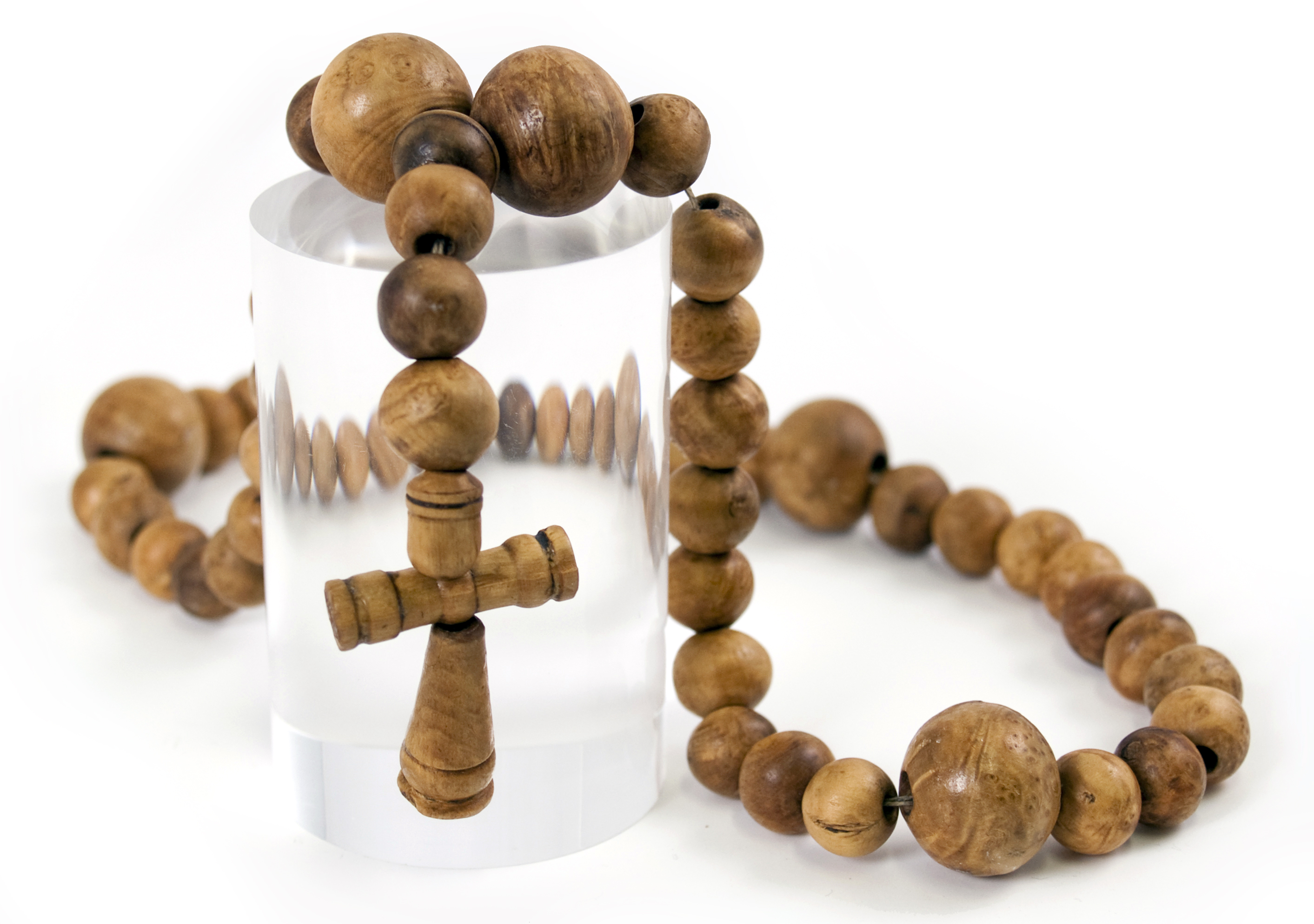
En av flera radband som hittades ombord på Mary Rose och som hade tillhört besättningsmännen av lägre rang.

Över 26 000 föremål, inklusive kvarlevorna av besättningen och lösa delar av skeppet, bärgades i samband med utgrävningarna. Eftersom Mary Rose var avsett att fungera som ett mobilt, självförsörjande mindre samhälle var hon utrustad med proviant som kunde livnära besättningen i flera veckor. Tunnorna som användes som förvaringsbehållare har jämförts med tunnor som har hittats på ett handelsfartyg som sjönk på 1560-talet och har visat sig vara av bättre kvalitet, en indikation på att provianteringen av den kungliga flottan under Henrik VIII hade hög prioritet och satte en hög standard för samtida tunnbindning. Som ett samhälle i miniatyr innehöll Mary Rose också besättningens många personliga föremål, bland annat kläder, sällskapsspel, diverse föremål för andlig förkovring och verktyg som användes till vardagliga sysslor som personlig hygien, fiske och sömnad.
Ombord fanns ett flertal kunniga hantverkare som var utrustade för att hantera såväl rutinunderhåll som skador som kunde uppstå i strid. I och runt en av hytterna på batteridäck under akterkastellet hittades en "samling timmermansverktyg oöverträffad i variation och storlek" som bestod av åtta kistor med allehanda verktyg. Tillsammans med träklubbor och tjärkittlar som hittades lösa tillhörde samlingen en eller flera av de timmermän (snickare) som tjänstgjorde på Mary Rose.
Många av kanonerna och andra eldvapen från Mary Rose är ovärderliga kvarlevor som vittnar om 1500-talets vapenteknologi. Av de få så kallade kvarvarande gunshields (se "Handvapen") som finns är nästan alla kända exemplar från Mary Rose och de fyra små skrotstyckena är de enda kända exemplaren av sitt slag.

#### Musikinstrument
Två felor med en båge, en skalmeja, tre trehåliga pipor och en trumma med en trumpinne hittades i olika delar av skeppet. De var avsedda för besättningens underhåll och för att förse arbetslagen som arbetade med riggen eller gick i gångspelet med en koordinerande rytm. Trumman är det tidigaste kända exemplaret av sitt slag och dess trumpinne är av en tidigare okänd sort. Piporna är betydligt längre än tidigare kända exemplar från samma period och har bidragit till att bekräfta att samtida avbildningar av mycket långa pipor, tidigare betraktade med stor skepsis av historiker, nu anses vara korrekta. Piporna och trumman har varit den sort som man använt i kombination där en musikant bar trumman över axeln och slog på den med höger hand medan pipan spelades med vänster hand (på engelska pipe and tabor). Innan upptäckten av skalmejan (en tidig form av oboe) på Mary Rose hade instrumenthistoriker varit förbryllade av hänvisningar till "lågmälda" skalmejor (still shawm) vars ljudbild skulle ha varit djupare och mindre gäll än både tidigare och senare skalmejor. Denna tidigare okända typ av skalmeja slutade att användas någon gång under 1500-talet och exemplaret från Mary Rose är det enda kvarvarande exemplaret man känner till idag. En reproduktion av den har också tillverkats och spelats; tillsammans med pipa och trumma tillför den en "mycket effektfull bas" som skulle ha frambringat "en rik och fullödig ljudbild som skulle ha varit utmärkt musik för dans ombord". Enstaka felor som daterats till 1500-talet är kända, och ingen av dem av samma typ som hittades på Mary Rose. Reproduktioner av båda felorna har tillverkats, men dessa har inte kunnat göras till exakta kopior eftersom halsen och strängarna för originalen saknas.

#### Navigeringsinstrument
I det som återstod av en liten hytt i fören och på några andra platser runtom i skeppet hittade man den tidigaste, med säkerhet daterade uppsättningen navigeringsinstrument som återfunnits i Europa: kompasser, passare, gradskivor, djuplod, hjälpmedel för att förutse ebb och flod och en logg som användes för att mäta skeppets hastighet. Flera av dessa föremål är unika inte bara för att de har en så tidig och säkerställd datering (skeppets förlisningsdatum), utan även för att de är äldre än de tidigast kända omnämnanden i skrift; gradskivor skulle med största säkerhet ha använts för att mäta avstånd på kartor, men användning av sjökort bland engelska lotsar under första halvan av 1500-talet är inte tidigare omnämnda; kompasser finns inte avbildade på engelska skepp förrän 1560-talet; och det första belägget för en logg är från 1574.

#### Barberarens hytt

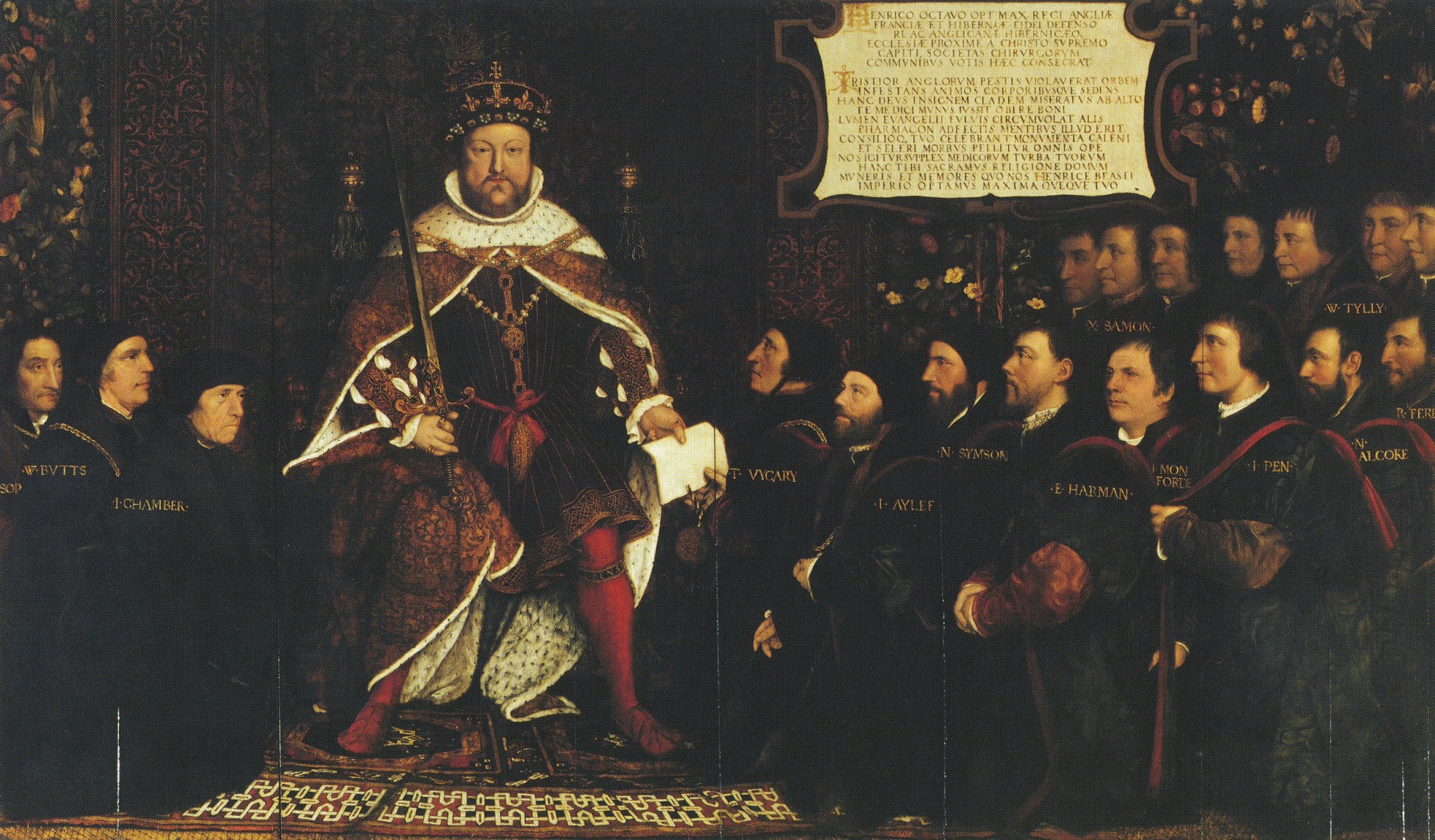
Bland de medicinska instrumenten fanns också barberarens personliga tillhörigheter, bland annat en dyrbar coif i svart silkessammet av samma typ som de som bars av medlemmar i Worshipful Company of Barbers i den här tavlan av Hans Holbein den yngre från 1540.

I en av batteridäckets hytter hittades en av de mest anmärkningsvärda fynden. Hytten anses ha tillhört barberaren, en högutbildad medicinsk expert som såg till besättningens hälsa och välbefinnande och fungerade som läkare ombord. De viktigaste fynden återfanns i en intakt träkista som innehöll över 60 föremål som användes av barberaren för att behandla skador och åkommor. Bland dessa fanns träskaften till en komplett uppsättning av kirurgiska instrument och flera rakknivar (stålbladen hade dock rostat bort), en injektionsspruta i koppar som användes för att behandla gonorré och för att spola rent sår, en stor uppsättning behållare med mediciner och en skickligt svarvad nappflaska i trä. Andra föremål med anknytning till hygien hittades också i hytten, exempelvis örslevar, skålar för rakning och kammar. Med denna omfattande samling verktyg och mediciner kunde barberaren tillsammans med en eller flera medhjälpare sätta till rätta och spjäla benbrott, amputera och hantera andra akuta skador, behandla ett stort antal sjukdomar och hjälpa besättningen att upprätthålla ett minimum av personlig hygien.

### Konservering

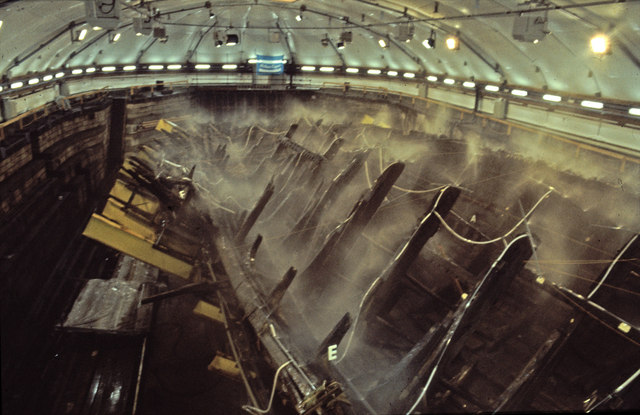
Mary Rose sprutas med vatten vid dockan i Portsmouth. Bild tagen mars 1984.

Konserveringen av Mary Rose och de föremål som hittades i samband med utgrävningen och bärgningen var central från början av projektet. Många föremål var välbevarade, särskilt de som hade varit inneslutna i sediment, men riskerade att förstöras när de togs upp i en syrerik miljö. Arkeologer och konservatorer samarbete därför redan från början för att rädda de många föremålen för eftervärlden. Efter att fynden bärgats hamnade de i så kallad passiv förvaring som skulle förhindra nedbrytning på kort sikt innan den aktiva konserveringen som skulle möjliggöra att de kunde förvaras på torra land. Det fanns flera olika typer av passiv förvaring anpassade efter vad föremålet bestod av för material. Små föremål av trä (det vanligast förekommande materialet) förseglades i påsar av polyeten (plast) för att hålla dem fuktiga. Delar av skeppets träkonstruktion och andra träföremål som var för stora för att försegla lades i öppna vattenkar. Tillväxten av mikroorganismer med förmågan att bryta ned trä kontrollerades med olika metoder, exempelvis förvaring vid låg temperatur, behandling med kemikalier och för större föremål tog man hjälp av dammsnäckor som livnärde sig på träätande organismer men lämnade själva träet ifred.
Andra organiska material som läder, skinn och textilier behandlades med liknande metoder som träet genom att de förvarades i bad eller förseglade i plast. Ben och elfenben avsaltades i bad för att inte skadas av bildandet av saltkristaller, och likaså glas, keramik och sten. Föremål av järn, koppar och kopparlegeringar förvarades i en lösning med natriumsesquikarbonat för att förhindra oxidering och en reaktion med de klorider som trängt in genom ytan på föremålen. Legeringar av bly eller tenn var stabila i atmosfären och krävde därför ingen särskilt behandling. Silver och guld var de enda materialen som inte krävde någon särskild form av behandling eller passiv förvaring.

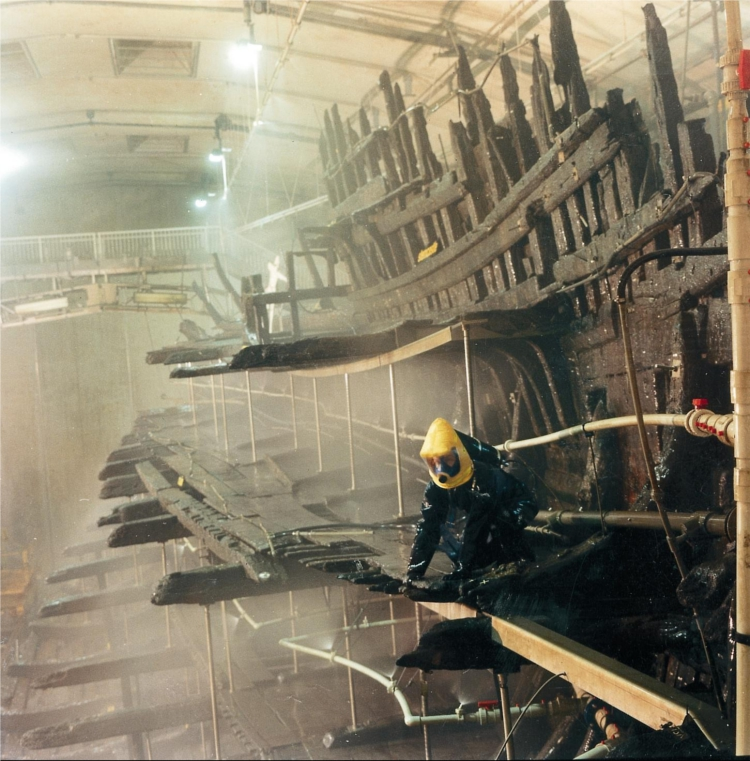
Mary Rose besprutas med PEG vid anläggningen i Portsmouth.

Konserveringen av själva skeppet var den mest komplicerade delen av projektet. Heritage Lottery Fund donerade 4,8 miljoner pund 2002 för att arbetet med konserveringen skulle kunna fortgå enligt planerna, och en motsvarande summa donerades även från myndigheterna i staden Portsmouth och grevskapet Hampshire. Det var av praktiska anledningar inte möjligt att försegla hela skrovet i plast för den passiva förvaringen. Istället valde man att regelbundet återfukta skeppet med filtrerat vatten från ett slutet kretslopp som höll en temperatur på 2-5 grader Celsius för att det inte skulle torka ut. Att torka ut trä som har varit under vatten i flera hundra år utan att första behandla det leder till omfattande krympning (20–50 procent) och leder till kraftig deformering och sprickbildning när vattnet dunstar från träcellerna. Ämnet polyetylenglykol (PEG) hade tidigare använts för att behandla så kallat arkeologiskt trä under 1980-talet för att konservera det svenska 1600-talsskeppet Vasa. PEG sprutades över skeppet i flera år så att det trängde in i träet och gradvis ersatte vattnet i träcellerna. Åren av PEG-behandling följdes av en lång period av kontrollerad lufttorkning. Efter nästan tio år av småskaliga försök med mindre trädetaljer påbörjades den första av tre faser i konserveringen av Mary Rose skrov 1994. Under den första fasen, som sträckte sig fram till 2003, sprutades PEG av låg molekylär vikt över skeppet för att ersätta vattnet i träets cellstruktur. Från 2003 har PEG av något högre molekylär vikt använts för att förstärka ytskiktens hållfasthet och kommer att fortgå fram till 2010. Den tredje och sista fasen består av kontrollerad lufttorkning som kommer att ta tre till fem år att slutföra. Slutdatumet för den fullständiga konserveringen av Mary Rose är satt till senast 2015.

## Utställning

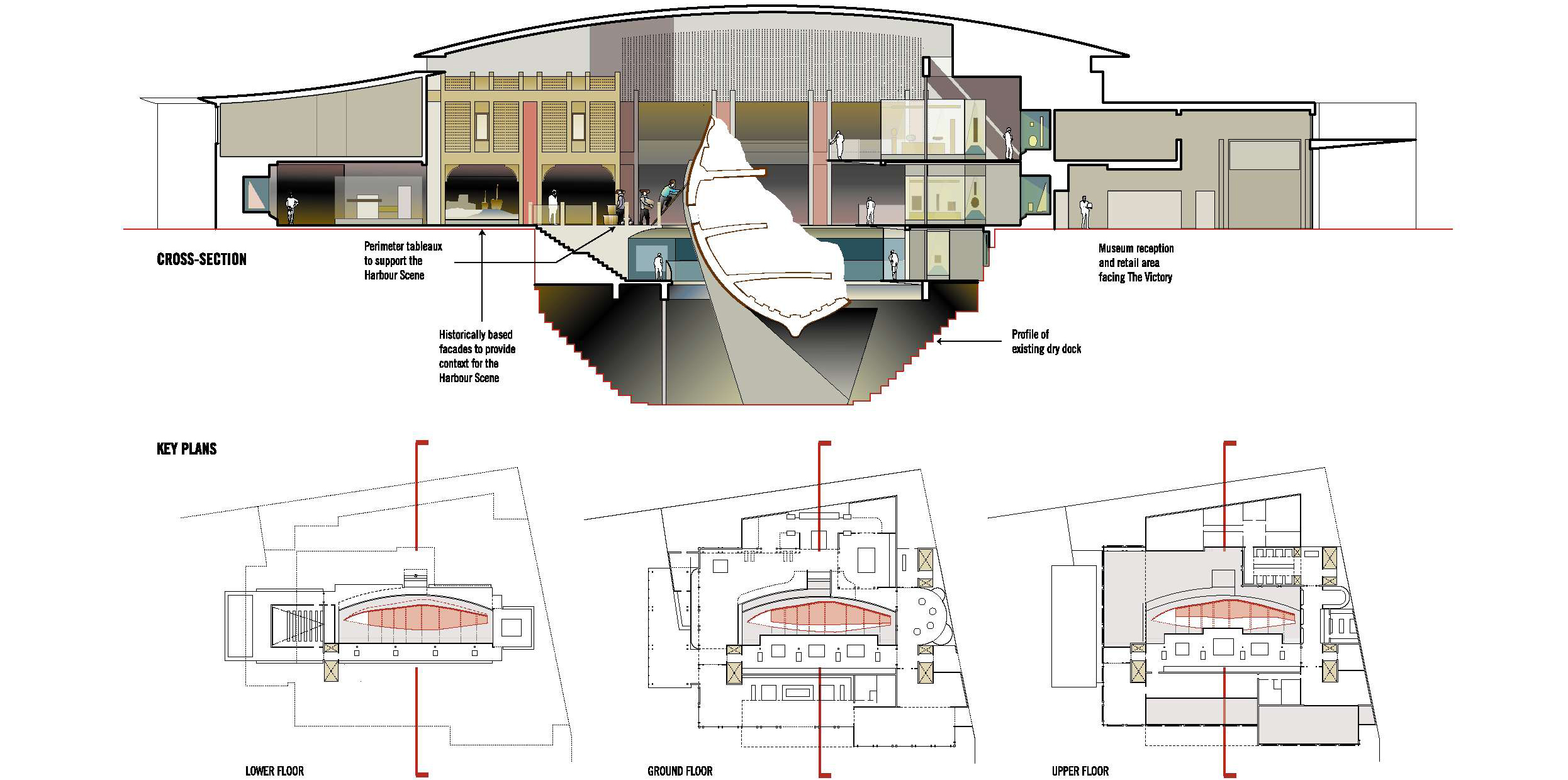
Konceptritning för nya Mary Rose Museum.

Så fort man tog beslutet att bärga Mary Rose började diskussionen om var hon skulle ställas ut. Den östra delen av Portsea Island vid Eastney var bland de tidiga förslagen, men ratades på grund av problem med parkering och avståndet från varvet där skeppet ursprungligen byggdes. I juli 1981, ett drygt år innan bärgningen, föreslogs att hon skulle stå bredvid Horatio Nelsons berömda flaggskepp Victory i Portsmouth Historic Dockyard, där även en rad andra berömda örlogsfartyg står utställda som museifartyg. En grupp som kallade sig Maritime Preservation Society ("sällskapet för maritimt bevarande") föreslog till och med Southsea Castle, där Henrik VIII hade bevittnat förlisningen, och det förekom stor tveksamhet till placeringen vid de historiska varven. Kritiken gick så långt att en lokalpolitiker vid ett tillfälle hotade med att dra in samtliga utlovade donationer om den slutgiltiga utställningslokalen skulle bestämmas till varven. De höga kostnaderna orsakade debatt inom stadsfullmäktige och i lokaltidningen The News om projektet var värt så stora summor. Trots att debatten under tidigt 80-tal beskrivits som hård av författaren David Childs så var projektet aldrig i någon egentlig fara, mycket tack vare det stora symbolvärde som Mary Rose hade för såväl Storbritanniens som Portsmouths marina historia.
Sedan mitten av 1980-talet har Mary Rose skrov förvarats i en gammal överbyggd torrdocka medan hon undergått konservering. Skrovet har varit öppet för allmänheten att beskåda, men eftersom man varit tvungen att ständigt hålla det fuktigt och senare duschat det med en lösning med polyetylenglykol (PEG) så har besökare endast kunnat se skrovet genom tjockt glas. Trots det så hade den specialbyggda, tillfälliga skeppshallen tagit emot över sju miljoner besökare mellan 1983 och 2007.
Ett särskilt museum inrymdes i byggnaden No. 5 Boathouse ("Båthus 5") i närheten av skeppshallen och öppnade för allmänheten 9 juli 1984. Det innehåller utställning som förklarar skeppets historia och dess samtid samt bärgade föremål, från hela bronskanoner till husgeråd. Ett nytt museum är planerat sedan 2005 som ska rymma det färdigkonserverade skeppet på ett sätt som gör att besökare kan komma nära utan skyddsbarriärer. I september 2009 stängdes den tillfälliga skeppshallen för besökare för att påbörja byggandet av den nya museibyggnaden som beräknas beräknas kosta cirka 35 miljoner pund. Museet öppnades 2013.